# Mihai I của România
Mihai I của România (tiếng România: Mihai I al României [miˈhaj]; 25 tháng 10 năm 1921 – 5 tháng 12 năm 2017) là vị vua cuối cùng của Vương quốc România, trị vì từ ngày 20 tháng 7 năm 1927 đến ngày 8 tháng 6 năm 1930 và lên ngôi một lần nữa vào ngày 6 tháng 9 năm 1940 cho đến khi ông buộc phải thoái vị vào ngày 30 tháng 12 năm 1947.
Ngay sau khi Mihai chào đời, cha của ông, Vương thái tử Carol, vướng vào mối quan hệ gây tranh cãi với Magda Lupescu. Năm 1925, Carol bị áp lực phải từ bỏ quyền lên ngôi và chuyển đến Paris sống lưu vong cùng Lupescu. Năm 1927, Mihai lên ngôi sau cái chết của ông nội là Ferdinand I. Khi Mihai vẫn còn là một trẻ vị thành niên, một hội đồng nhiếp chính đã được thành lập, bao gồm chú của ông là Thân vương Nicolas, Thượng phụ Miron Cristea và Chánh án Gheorghe Buzdugan. Hội đồng tỏ ra không hiệu quả và vào năm 1930, Carol trở lại România và thay thế con trai mình làm quốc vương, với vương hiệu Carol II. Do đó, Mihai trở lại với tư cách là người thừa kế ngai vàng và được trao thêm tước hiệu Đại Voievod xứ Alba-Iulia.
Carol II buộc phải thoái vị vào năm 1940, và Mihai một lần nữa trở thành vua. Dưới chính phủ do nhà độc tài quân sự Ion Antonescu lãnh đạo, România đã liên kết với Đức Quốc xã. Năm 1944, Mihai tham gia một cuộc đảo chính chống lại Antonescu, bổ nhiệm Constantin Sănătescu làm người thay thế ông, và sau đó tuyên bố liên minh với quân Đồng minh. Tháng 3 năm 1945, áp lực chính trị buộc Mihai phải bổ nhiệm một chính phủ thân Liên Xô do Petru Groza đứng đầu. Từ tháng 8 năm 1945 đến tháng 1 năm 1946, Mihai tiến hành "cuộc đình công hoàng gia" và cố gắng chống lại chính phủ do cộng sản kiểm soát của Groza nhưng không thành công bằng cách từ chối ký và thông qua các sắc lệnh của chính phủ này. Vào tháng 11 năm 1947, Mihai tham dự đám cưới của chị họ mình là Nữ vương tương lai của Anh Elizabeth II với Vương tôn Philippos của Hy Lạp và Đan Mạch tại London. Ngay sau đó, vào sáng ngày 30 tháng 12 năm 1947, Groza gặp Mihai và buộc ông phải thoái vị. Mihai bị buộc phải sống lưu vong, tài sản bị tịch thu và tước quyền công dân. Năm 1948, ông kết hôn với Công nữ Anne xứ Bourbon-Parma, người mà ông có 5 cô con gái. Hai vợ chồng cuối cùng định cư ở Thụy Sĩ.
Chế độ độc tài cộng sản của Nicolae Ceaușescu bị lật đổ vào năm 1989 và năm sau Mihai cố gắng quay trở lại România, nhưng bị bắt và buộc phải rời đi khi đến nơi. Năm 1992, Mihai được phép đến thăm România vào dịp lễ Phục sinh, nơi ông được chào đón bởi rất nhiều đám đông; một bài phát biểu của ông ấy từ cửa sổ khách sạn đã thu hút ước tính một triệu người đến Bucharest. Lo lắng trước sự nổi tiếng của Mihai, chính phủ hậu cộng sản của Ion Iliescu đã từ chối cho phép ông tiếp tục thăm viếng. Năm 1997, sau thất bại của Iliescu trước Emil Constantinescu trong cuộc bầu cử tổng thống năm trước, quyền công dân của Mihai được khôi phục và ông được phép đến thăm România một lần nữa. Một số tài sản bị tịch thu, chẳng hạn như Lâu đài Peleș và Lâu đài Săvârșin, cuối cùng đã được trả lại cho gia đình ông.

## Cuộc sống đầu đời

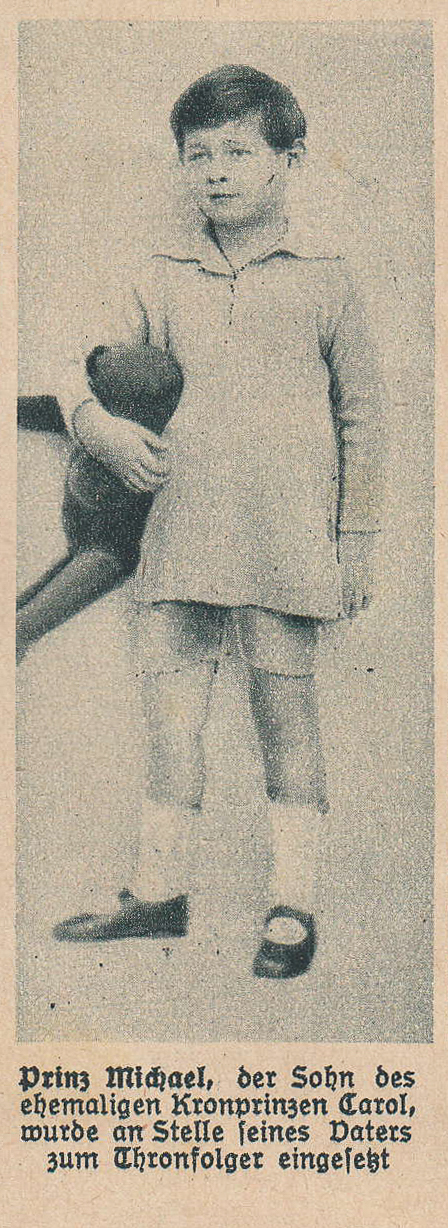
Vương tôn Mihai, 5 tuổi

Mihai sinh năm 1921 tại Lâu đài Foișor trong Khu phức hợp Hoàng gia Peleș ở Sinaia, România, là con trai của Vương thái tử Carol của România và Vương tử phi Elena. Ông được sinh ra với tư cách là cháu nội của đương kim Quốc vương Ferdinand I của România và là cháu ngoại của đương kim Quốc vương Constantine I của Hy Lạp. Khi Carol bỏ trốn cùng tình nhân Elena Magda Lupescu và từ bỏ quyền thừa kế ngai vàng vào tháng 12 năm 1925, Mihai được tuyên bố là người thừa kế rõ ràng. Mihai kế vị ngai vàng România sau cái chết của ông nội Ferdinand vào tháng 7 năm 1927, trước sinh nhật lần thứ 6 của ông. Sau đó, Mihai theo học tại một ngôi trường đặc biệt do cha ông thành lập năm 1932.

## Cai trị

### Những năm 1930 và thời đại Antonescu

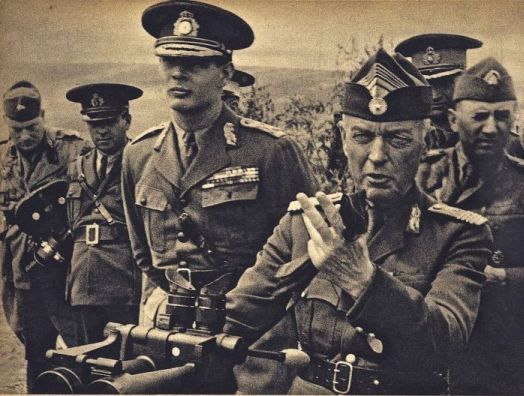
Vua Mihai và Thống chế Ion Antonescu trên bờ sông Sông Prut, năm 1941

Sau cái chết của ông nội là quốc vương Ferdinand vào năm 1927, Micheal lúc đó mới 5 tuổi đã được đưa lên ngai vàng. Một Hội đồng nhiếp chính được thành lập, bao gồm chú của ông, Thân vương Nicolae, Thượng phụ Miron Cristea, và Chánh án Gheorghe Buzdugan, và từ tháng 10 năm 1929, Constantin Sărățeanu, thay mặt vị vua trẻ trị vì đất nước. Năm 1930, Carol II về nước theo lời mời của các chính trị gia không hài lòng với Hội đồng nhiếp chính trong bối cảnh Đại khủng hoảng, và được Nghị viện România phong làm vua. Mihai bị giáng làm vương thái tử với tước hiệu "Đại Voivode xứ Alba Iulia". Tháng 11 năm 1939, Mihai gia nhập Thượng viện România, vì Hiến pháp 1938 bảo đảm cho ông một ghế ở đó khi đủ 18 tuổi.
Chỉ vài ngày sau Giải pháp Viên lần thứ hai, chế độ thân Đức Quốc xã chống Liên Xô của Thủ tướng Ion Antonescu đã tổ chức một cuộc đảo chính chống lại Carol II, người mà thủ tướng tuyên bố là "chống Đức". Antonescu đình chỉ Hiến pháp, giải tán Nghị viện, và tái phong Mihai 18 tuổi lên ngai vàng, với sự hoan nghênh của quần chúng vào tháng 9 năm 1940. (Mặc dù Hiến pháp đã được khôi phục vào năm 1944 và Quốc hội România vào năm 1946, Mihai sau đó đã không tuyên thệ chính thức và triều đại của ông cũng không được Nghị viện phê chuẩn có hiệu lực hồi tố). Mihai được trao vương miện với Vương miện Thép và được Đức Thượng phụ Chính thống giáo România, Nicodim Munteanu, tấn phong làm Vua tại Nhà thờ Thượng phụ Bucharest, vào ngày ngày 6 tháng 9 năm 1940. Mặc dù Vua Mihai chính thức là Tổng tư lệnh tối cao của Quân đội, được gọi là Conducător ("Lãnh đạo nhân dân"), và có quyền bổ nhiệm Thủ tướng với toàn quyền, nhưng trên thực tế, ông buộc phải giữ vai trò bù nhìn trong phần lớn thời gian của cuộc chiến, cho đến Tháng 8 năm 1944. Mihai đã ăn trưa với Adolf Hitler hai lần — một lần với cha ở Bayern năm 1937, và lần hai với mẹ ở Berlin năm 1941. Ông cũng gặp Benito Mussolini ở Ý năm 1941.

### Quay lưng lại với Đức Quốc xã

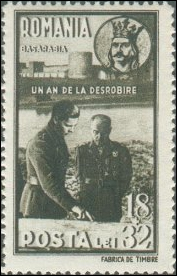
Tem România năm 1942, kỷ niệm một năm ngày tái chiếm Bessarabia từ Sự chiếm đóng của Liên Xô, có hình Mihai và nhà độc tài Antonescu bên dưới dòng chữ Un an de la desrobire' ' ("Một năm kể từ ngày giải phóng"), một bức chân dung của Stephen Đại đế và pháo đài của Bender ở hậu cảnh

Năm 1944, Chiến tranh thế giới thứ hai đang diễn ra tồi tệ đối với các cường quốc phe Trục, nhưng nhà độc tài quân sự, Thủ tướng Nguyên soái Ion Antonescu vẫn nắm quyền kiểm soát România. Đến tháng 8 năm 1944, cuộc tiến quân vào România của Liên Xô đã trở nên không thể tránh khỏi và dự kiến sẽ diễn ra trong vài tháng nữa. Vào ngày 23 tháng 8 năm 1944, Mihai tham gia cùng các chính trị gia ủng hộ phe Đồng minh, một số sĩ quan quân đội và dân thường có vũ trang do Cộng sản lãnh đạo tổ chức một cuộc đảo chính chống lại Antonescu. Vua Mihai đã ra lệnh bắt giữ anh ta bởi Đội cận vệ Cung điện Hoàng gia. Ngay trong đêm đó, Thủ tướng mới, Trung tướng Constantin Sănătescu - do Vua Mihai bổ nhiệm - đã giao Antonescu cho những người cộng sản (bất chấp những chỉ thị bị cáo buộc là ngược lại của Nhà vua), và họ đã giao ông cho Liên Xô. vào ngày 1 tháng 9. Trong một buổi phát thanh cho quốc gia và quân đội România, Mihai đã ban hành lệnh ngừng bắn ngay khi Hồng quân đang xâm nhập mặt trận Moldavia, tuyên bố lòng trung thành của România với Đồng minh, tuyên bố chấp nhận hiệp định đình chiến do Vương quốc Anh, Hoa Kỳ, Liên Xô đưa ra và tuyên chiến với Đức Quốc xã. Tuy nhiên, điều này không ngăn cản được cuộc chiếm đóng nhanh chóng của Liên Xô và bắt giữ khoảng 130.000 binh sĩ România, những người này được chuyển đến Liên Xô, nơi nhiều người đã bỏ mạng trong các trại tù.
Mặc dù liên minh của România với Đức Quốc xã đã kết thúc, cuộc đảo chính đã thúc đẩy Hồng quân tiến vào România. Hiệp định đình chiến được ký kết 3 tuần sau đó vào ngày 12 tháng 9 năm 1944, theo các điều khoản do Liên Xô đưa ra. Theo các điều khoản của hiệp định đình chiến, România công nhận thất bại của mình trước Liên Xô và bị đặt dưới sự chiếm đóng của lực lượng Đồng minh, với Liên Xô, với tư cách là đại diện của họ, kiểm soát phương tiện truyền thông, liên lạc, bưu điện và chính quyền dân sự phía sau mặt trận. Cuộc đảo chính thực sự dẫn đến một "sự đầu hàng", một "sự đầu hàng" vô điều kiện". Các nhà sử học România đã gợi ý rằng cuộc đảo chính có thể đã rút ngắn Thế chiến II xuống 6 tháng, do đó cứu sống hàng trăm nghìn người.
Khi chiến tranh kết thúc, Vua Mihai được Tổng thống Hoa Kỳ Harry S. Truman trao tặng Huân chương "Legion of Merit" ở cấp bậc cao nhất "Chief Commander" (Chỉ huy trưởng). Ông cũng được Iosif Vissarionovich Stalin trao tặng Huân chương Chiến thắng của Liên Xô "vì hành động dũng cảm thay đổi triệt để nền chính trị của România theo hướng ly khai khỏi nước Đức của Hitler và liên minh với Đồng Minh, vào thời điểm không có dấu hiệu rõ ràng", chưa thất bại của Đức". Với cái chết của Michał Rola-Żymierski vào năm 1989, Mihai trở thành người duy nhất còn sống được nhận Huân chương Chiến thắng.

### Trị vì dưới chế độ cộng sản

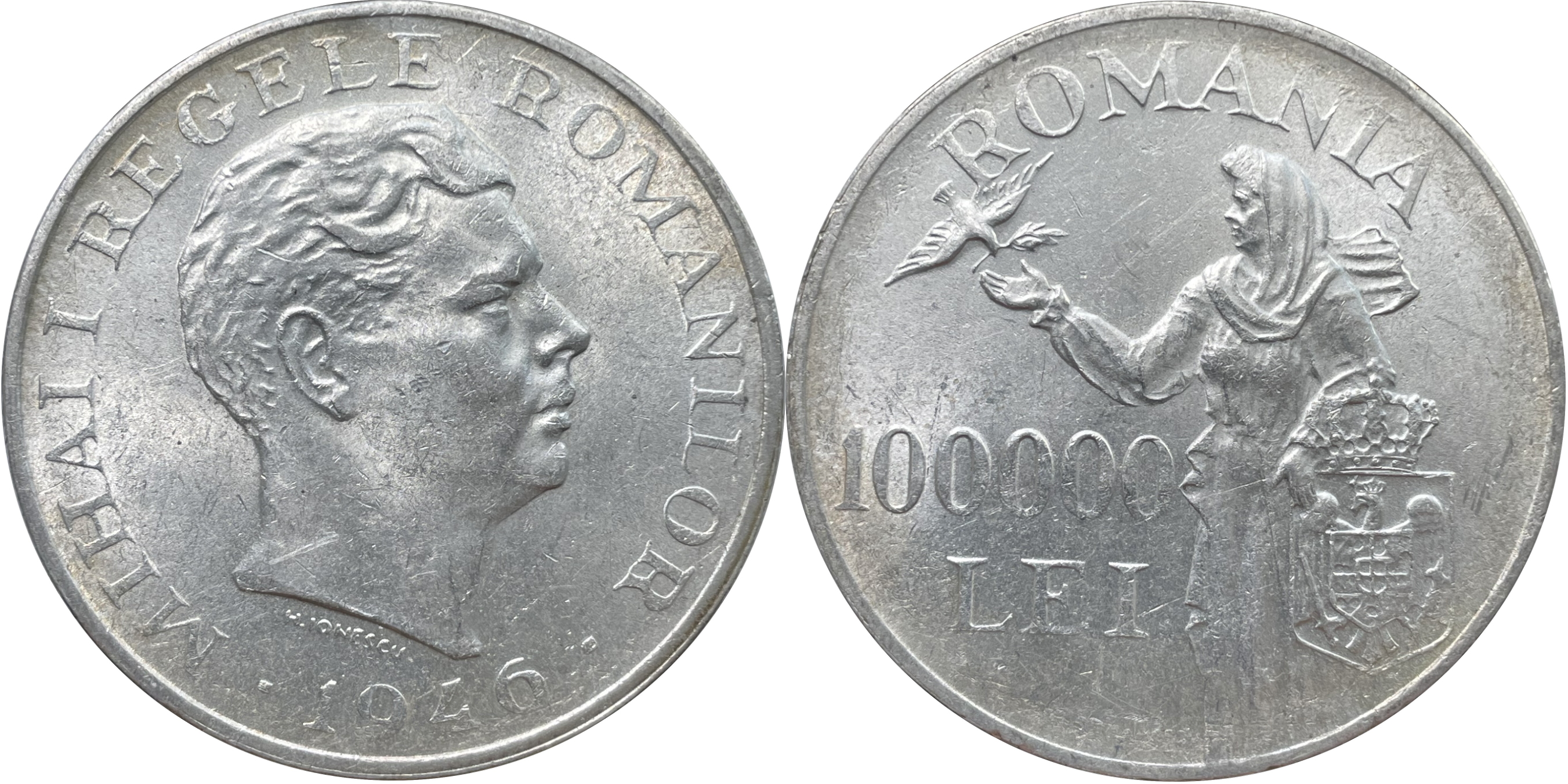
Xu bạc 100.000 lei của România. có chân dung của vua Mihai I ở mặt trước, đúc năm 1946 dưới thời Cộng sản kiểm soát chính phủ România.

Vào tháng 3 năm 1945, áp lực chính trị buộc Vua Mihai phải bổ nhiệm một chính phủ thân Liên Xô do Petru Groza đứng đầu. Trong hơn 2 năm tiếp theo, Mihai trị vì đất nước không khác gì một vua bù nhìn. Từ tháng 8 năm 1945 đến tháng 1 năm 1946, trong cái mà sau này được gọi là "cuộc đình công hoàng gia", Vua Mihai đã cố gắng phản đối chính phủ Groza bằng cách từ chối ký các sắc lệnh của chính phủ này, nhưng không thành công. Trước áp lực của Liên Xô, Anh và Mỹ, Vua Mihai cuối cùng đã từ bỏ việc phản đối chính quyền cộng sản và ngừng yêu cầu họ từ chức.
Ông đã không ân xá cho Mareșal Antonescu, cựu Thủ tướng, người bị kết án tử hình "vì lợi ích của Đức Quốc xã mà phản bội nhân dân România, vì sự khuất phục về kinh tế và chính trị của România vào tay Đức, vì hợp tác với Đội cận vệ Sắt, vì tội sát hại các đối thủ chính trị của mình, vì tội giết hại hàng loạt thường dân và tội ác chống lại hòa bình". Vua Mihai cũng không thể cứu được những nhà lãnh đạo phe đối lập như Iuliu Maniu và Bratianus, nạn nhân của các phiên tòa chính trị Cộng sản, vì Hiến pháp ngăn cản nhà vua làm điều đó nếu không có chữ ký phản đối của Bộ trưởng Tư pháp Cộng sản Lucrețiu Pătrășcanu (người sau đó đã bị phe Cộng sản đối lập của Gheorghiu-Dej loại bỏ). Hồi ký của người cô của Vua Mihai, Vương nữ Ileana dẫn lời Emil Bodnăraș—được cho là người tình của bà, Bộ trưởng quốc phòng Cộng sản România, và một điệp viên Liên Xô—nói: "Chà, nếu Nhà vua quyết định không ký vào bản lệnh tử hình, tôi hứa rằng chúng tôi sẽ giữ nguyên quan điểm của anh ta". Vương nữ Ileana tỏ ra nghi ngờ: "Bạn biết khá rõ (...) rằng Nhà vua sẽ không bao giờ tự nguyện ký một văn bản vi hiến như vậy. Nếu ông ấy làm vậy, nó sẽ được đặt trước cửa nhà bạn, và trước toàn thể quốc gia, chính phủ của bạn sẽ chịu trách nhiệm. Chắc chắn bạn không mong muốn có thêm sự bất lợi nào vào lúc này!"

### Buộc phải thoái vị

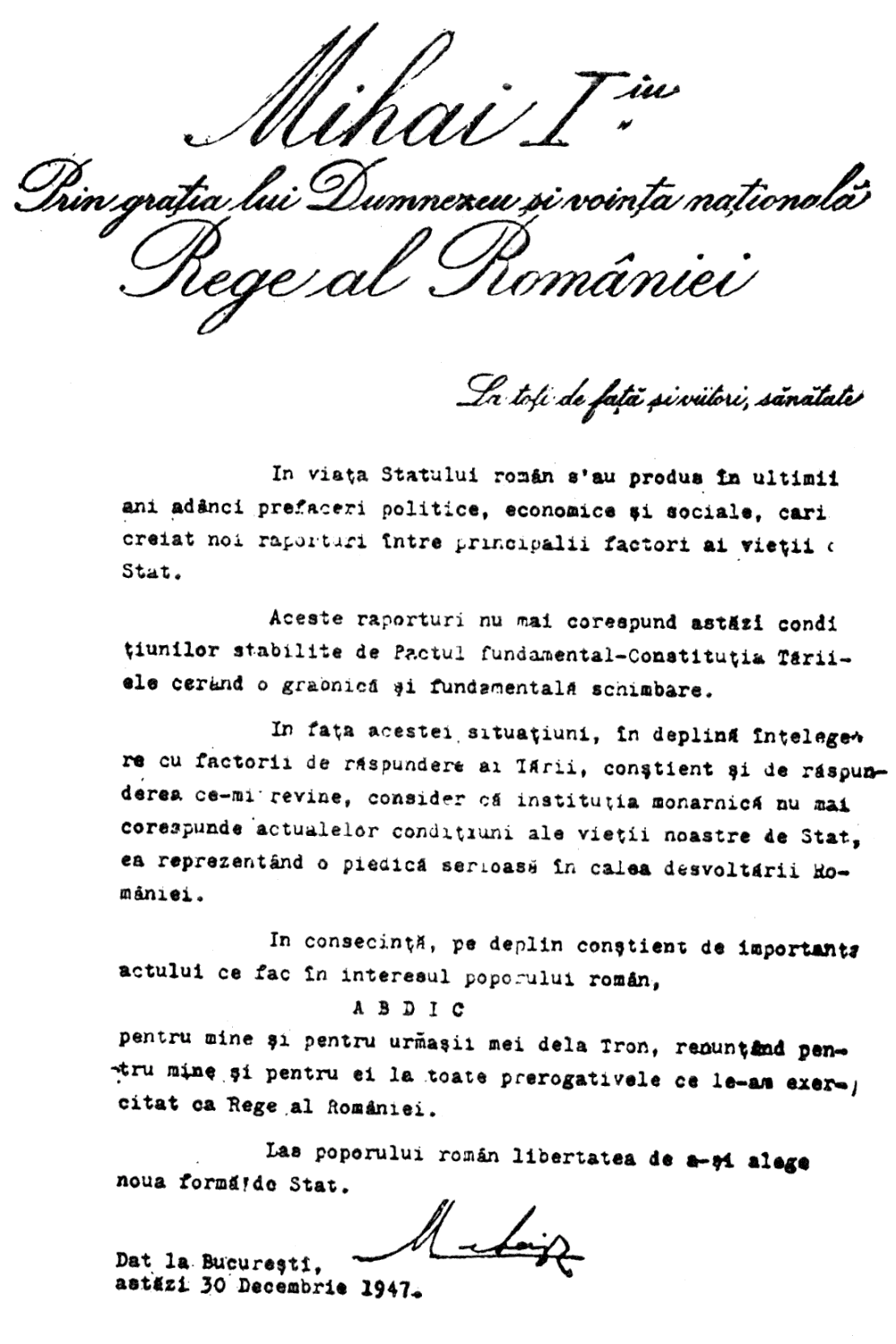
Đạo luật thoái vị, 1947.

Vào tháng 11 năm 1947, Vua Mihai tới London để dự đám cưới của người chị họ là Vương nữ Elizabeth (sau này là Nữ vương Elizabeth II của Anh) và Vương tôn Philippos của Hy Lạp và Đan Mạch, cũng trong dịp này, nhà vua đã gặp Công nữ Anne của Bourbon-Parma (chị họ đời thứ hai của ông), người trong tương lai mà ông sẽ kết hôn. Theo lời kể của chính mình, Vua Mihai từ chối mọi lời đề nghị tị nạn và quyết định quay trở lại România, trái ngược với lời khuyên bí mật và mạnh mẽ của Đại sứ Anh tại România.
Sáng sớm ngày 30 tháng 12 năm 1947, Mihai đang chuẩn bị cho bữa tiệc năm mới tại Lâu đài Peleș ở Sinaia thì Groza yêu cầu nhà vua trở lại Bucharest. Mihai quay trở lại Cung điện Elisabeta ở Bucharest và thấy nó đã bị bao vây bởi quân lính của Sư đoàn Tudor Vladimirescu, một đơn vị quân đội hoàn toàn trung thành với Cộng sản. Groza và lãnh đạo Đảng Cộng sản Gheorghe Gheorghiu-Dej đang đợi ông và yêu cầu ông ký vào một văn bản thoái vị được đánh máy sẵn. Không thể triệu tập quân đội trung thành với hoàng gia vì đường dây điện thoại được cho là đã bị cắt, Mihai cuối cùng đã ký vào văn bản. Chính phủ do Cộng sản kiểm soát tuyên bố bãi bỏ chế độ quân chủ và thay thế nó bằng một nhà nước Cộng hòa Nhân dân, họ đã cho phát sóng tuyên bố thoái vị trên đài phát thanh của Nhà vua. Vào ngày 3 tháng 1 năm 1948, Mihai buộc phải rời khỏi đất nước, hơn một tuần sau đó đến lược các Vương nữ Elisabeth và Ileana phải rời khỏi România, dù họ là những người hợp tác chặt chẽ với Liên Xô đến mức họ được biết đến với biệt danh "Những người cô đỏ" của Nhà vua. Ông là vị vua cuối cùng đằng sau Bức màn sắt bị mất ngai vàng.
Lời kể của cựu hoàng Mihai về việc thoái vị thay đổi theo thời gian và dần dần được thêm thắt, đặc biệt là sau năm 1990. Do đó, trong các lời kể xuất bản năm 1950 và 1977, Mihai chỉ đề cập đến việc nhìn thấy các nhóm vũ trang với súng máy trên vai quanh cung điện, trong khi ở nhiều nơi khác, Các tài liệu sau này cho biết chúng được mô tả là "pháo hạng nặng, sẵn sàng khai hỏa bất cứ lúc nào". Câu chuyện về vụ đe doạ được cho là cũng phát triển: trong lời kể năm 1950, Groza đã cố gắng thương lượng một số hình thức bồi thường vật chất cho việc thoái vị, lưu ý rằng ông không thể đảm bảo tính mạng của Mihai trong trường hợp nhà vua từ chối, và việc từ chối của ông có thể dẫn đến hàng nghìn vụ bắt giữ và có thể là một cuộc nội chiến; trong một phiên điều trần trước Hạ viện Hoa Kỳ năm 1954, Mihai đã đề cập đến những mối đe dọa chung của Groza liên quan đến an ninh cá nhân của ông, sự đổ máu và sự tàn phá đất nước, cũng như "những gợi ý mơ hồ" về cuộc đàn áp, trong đó Groza gợi ý rằng chính phủ có một hồ sơ lớn về Mihai; khả năng bắt giữ hàng nghìn người và lời đe dọa đổ máu chung cũng được đề cập trong báo cáo năm 1977; tuy nhiên, bắt đầu từ năm 1990, Mihai khai rằng Groza đe dọa bắn 1.000 sinh viên vì công khai thể hiện sự gắn bó của họ với ngai vàng. Vì vậy, trong khi theo một bài báo của Time xuất bản năm 1948, Groza đe dọa bắt giữ hàng nghìn người và ra lệnh tắm máu trừ khi Mihai chấp nhận thoái vị, trong một cuộc phỏng vấn với The New York Times từ năm 2007, Mihai kể lại: "Đó là một vụ đe doạ. Họ nói, 'Nếu bạn không ký vào bản này ngay lập tức, chúng tôi buộc phải' - tại sao tôi không biết - 'giết hơn 1.000 sinh viên' mà họ đã giam giữ trong tù." Theo ý kiến của nhà sử học Ioan Scurtu, các thông tin mới được tạo ra để thúc đẩy cuộc Cách mạng năm 1989 gần đây, được coi là một cuộc cách mạng của thanh niên và sinh viên vào thời điểm đó. Một yếu tố mới khác trong lời kể của Mihai sau năm 1990 là Groza đã đe dọa anh ta bằng súng; trong những lời kể trước đó, Mihai đã đề cập rằng Groza chỉ cho anh ta xem khẩu súng lục mà anh ta mang theo sau khi Mihai ký đơn thoái vị.
Theo cuốn tự truyện của cựu lãnh đạo cơ quan tình báo Liên Xô NKVD, Thiếu tướng Pavel Sudoplatov, Phó uỷ viên Đối ngoại Liên Xô Andrey Yanuarevich Vyshinsky đã đích thân tiến hành đàm phán với Vua Mihai về việc thoái vị, đảm bảo một phần lương hưu sẽ được trả cho Mihai ở Mexico. Theo một số bài báo trên Jurnalul Naţional, Việc thoái vị của Mihai đã được thương lượng với chính phủ Cộng sản, điều này cho phép ông rời khỏi đất nước với những tài sản cá nhân mà ông yêu cầu, cùng với một số tùy tùng của hoàng gia.
Theo lời kể của nhà lãnh đạo Cộng sản Albania Enver Hoxha về cuộc trò chuyện của ông với các nhà lãnh đạo Cộng sản România về việc quốc vương thoái vị, chính Gheorghiu-Dej, chứ không phải Groza, là người đã buộc Mihai thoái vị trước họng súng. Ông được phép rời khỏi đất nước cùng với một số tùy tùng, như được xác nhận bởi nhà lãnh đạo Liên Xô Nikita Sergeyevich Khrushchyov kể lại lời thú tội của Gheorghiu-Dej, với bất kỳ tài sản nào ông muốn, bao gồm cả vàng và hồng ngọc. Hoxha cũng viết rằng quân thân Cộng đã bao vây cung điện, để chống lại các đơn vị quân đội vẫn trung thành với Nhà vua.
Vào tháng 3 năm 1948, Mihai tố cáo việc ép ông thoái vị là một hành động bất hợp pháp và cho rằng ông vẫn là Vua hợp pháp của România. Theo tạp chí Time, lẽ ra ông phải làm điều đó sớm hơn, nhưng trong phần lớn thời gian đầu năm 1948, ông đã đàm phán với những người Cộng sản về tài sản mà ông để lại ở România.
Có báo cáo rằng chính quyền Cộng sản România đã cho phép Vua Mihai ra đi cùng với 42 bức tranh có giá trị thuộc sở hữu của Vương quyền vào tháng 11 năm 1947, để ông rời România nhanh hơn. Một số bức tranh này được cho là đã được bán thông qua nhà buôn tranh nổi tiếng Daniel Wildenstein. Một trong những bức tranh thuộc về Vương quyền România, được cho là đã bị Vua Mihai đưa ra khỏi đất nước vào tháng 11 năm 1947, đã trở lại România vào năm 2004 do John Kreuger, chồng cũ của Vương nữ Irina, con gái Vua Mihai biếu.
Năm 2005, Thủ tướng România Călin Popescu-Tăriceanu bác bỏ những cáo buộc này về cựu hoàng Mihai, nói rằng chính phủ România không có bằng chứng nào về bất kỳ hành động nào như vậy của Vua Mihai và rằng, trước năm 1949, chính phủ không có hồ sơ chính thức về bất kỳ hành động nào như vậy về các tác phẩm nghệ thuật được lấy từ nơi ở cũ của hoàng gia. Tuy nhiên, theo một số nhà sử học, những ghi chép như vậy đã tồn tại ngay từ tháng 4 năm 1948, trên thực tế đã được xuất bản chính thức vào tháng 6 năm 1948.
Theo tiểu sử được ủy quyền của Ivor Porter, Michael of Romania: The King and The Country (2005), trích dẫn nhật ký hàng ngày của Thái hậu Helen, hoàng gia România đã lấy những bức tranh thuộc về Vương quyền Hoàng gia România vào tháng 11 năm 1947, chuyến đi tới London dự đám cưới của Nữ vương tương lai Elizabeth II; hai trong số những bức tranh này, có chữ ký của El Greco, đã được bán vào năm 1976.
Theo các tài liệu được giải mật của Bộ Ngoại giao Anh là chủ đề của các bản tin năm 2005, khi rời România, Vua Mihai đã mang theo 500.000 franc Thụy Sĩ. Bản ghi chép cuộc đàm phán của Liên Xô được giải mật gần đây giữa Iosif Vissarionovich Stalin và Thủ tướng România Petru Groza cho thấy rằng ngay trước khi thoái vị, Vua Mihai đã nhận được từ chính phủ cộng sản số tài sản lên tới 500.000 franc Thụy Sĩ. Tuy nhiên, Vua Mihai liên tục phủ nhận việc chính quyền Cộng sản cho phép ông mang đi lưu vong bất kỳ tài sản tài chính hoặc hàng hóa có giá trị nào ngoài bốn ô tô cá nhân chất trên hai toa tàu.

## Hôn nhân

### Hôn ước
Vào tháng 11 năm 1947, Mihai I gặp một người họ hàng xa, Công nữ Anne của Bourbon-Parma, người đang ở London để dự Đám cưới của Vương nữ Elizabeth và Philip Mountbatten, Công tước xứ Edinburgh. Trên thực tế, một năm trước Thái hậu Helen đã mời Anne, mẹ cô và các anh em đến thăm Bucharest, nhưng kế hoạch đã không thành công. Trong khi đó, Vua Mihai I đã nhìn thấy Công nữ Anne trong một đoạn phim thời sự và đã xin một bức ảnh từ đoạn phim.
Cô không muốn đi cùng cha mẹ mình đến London dự đám cưới hoàng gia vì cô muốn tránh gặp Mihai I ở những nơi chính thức. Thay vào đó, cô dự định ở lại, đi một mình đến ga xe lửa Paris và giả vờ là một người qua đường trong đám đông, bí mật quan sát nhà vua khi đoàn tùy tùng hộ tống ông lên chuyến tàu đi London. Tuy nhiên, vào giây phút cuối cùng, cô đã bị người anh họ, Jean, Đại công tước xứ Luxembourg, thuyết phục đến London, nơi anh dự định tổ chức một bữa tiệc. Khi đến London, cô ghé qua Claridge's để gặp bố mẹ mình và bất ngờ được giới thiệu với Vua Mihai I. Xấu hổ đến mức bối rối, cô nhấp gót chào nghiêm theo kiểu nhà bình thay vì cúi chào và sau hành động đó, cô đã xấu hổ bỏ chạy. Bị quyến rũ, nhà vua gặp lại cô vào đêm dạ hội tại đại sứ quán Luxembourg, tâm sự với cô một số mối lo ngại của ông về việc chế độ Cộng sản tiếp quản România và lo ngại cho sự an toàn của mẹ mình, và đặt biệt danh cho bà là "Nan". Họ gặp nhau vài lần sau đó trong những chuyến đi chơi ở London, luôn có mẹ hoặc anh trai cô đi kèm.
Vài ngày sau, cô nhận lời đi cùng Mihai và mẹ anh khi anh lái chiếc máy bay Beechcraft đưa dì của mình là Vương nữ Irene, Công tước phu nhân xứ Aosta, trở về nhà ở Lausanne. Mười sáu ngày sau khi gặp nhau, Mihai cầu hôn Anne khi cặp đôi lái xe đi chơi ở Lausanne. Ban đầu cô từ chối, nhưng sau đó đã chấp nhận sau khi đi bộ và lái xe đường dài cùng anh. Mặc dù Mihai đã trao cho cô một chiếc nhẫn đính hôn vài ngày sau đó, nhưng nhà vua cảm thấy buộc phải kiềm chế không đưa ra thông báo công khai cho đến khi thông báo cho chính phủ của mình, mặc dù thực tế là báo chí đã bao vây họ và hỏi những câu hỏi liên quan đến mối quan hệ.
Mihai I quay trở lại România, nơi ông được thủ tướng thông báo rằng việc thông báo về đám cưới là "không thích hợp". Tuy nhiên, chỉ trong vài ngày, nó đã được chính phủ sử dụng làm lời giải thích công khai cho sự "thoái vị" đột ngột của Mihai, trong khi trên thực tế, nhà vua đã bị chính phủ Cộng sản phế truất vào ngày 30 tháng 12. Công nữ Anne không thể biết thêm tin tức gì về Vua Mihai I cho đến khi ông rời đất nước. Cuối cùng họ đoàn tụ ở Davos vào ngày 23 tháng 1 năm 1948.

### Lễ cưới
Là một thành viên thuộc Vương tộc Bourbon, Anne bị ràng buộc bởi giáo luật của Giáo hội Công giáo La Mã, theo đó bà phải nhận được sự miễn trừ để kết hôn với một người theo Kitô giáo không phải Công giáo (Vua Mihai I theo Chính thống giáo). Vào thời điểm đó, sự miễn trừ như vậy thường chỉ được ban hành nếu người hôn phối không phải Công giáo La Mã với lời thề sẽ cho phép những đứa con của từ cuộc nhân sẽ được nuôi dạy như những người Công giáo La Mã. Mihai đã từ chối thực hiện lời hứa này vì nó sẽ vi phạm hiến pháp quân chủ của România và có thể sẽ có tác động bất lợi đến bất kỳ sự phục hoàng nào có thể xảy ra. Tòa thánh (nơi trực tiếp giải quyết vấn đề này vì Vua Mihai I là thành viên của một triều đại đang trị vì) đã từ chối cấp sự miễn trừ, trừ khi Mihai thực hiện lời thề bắt buộc.
Helen, Hoàng thái hậu của România và em gái của bà là Vương nữ Irene, Nữ công tước xứ Aosta (một người theo Chính thống giáo kết hôn với một Thân vương Công giáo) đã gặp cha mẹ của vị hôn thê tại Paris, nơi hai gia đình quyết định đưa vụ việc của họ lên Vatican. Vào đầu tháng 3, mẹ của cặp đôi đã gặp Giáo hoàng Piô XII, người đã từ chối cho phép Anne kết hôn với Vua Mihai I bất chấp lời cầu xin của Hoàng thái hậu và thực tế là mẹ của Anne, Vương nữ Margrethe đã đập tay xuống bàn vì tức giận, nhưng đã từ chối cho phép Anne kết hôn với Vua Mihai I.
Người ta suy đoán rằng việc Giáo hoàng từ chối một phần là do thực tế là khi Vương nữ Giovanna của Ý kết hôn với anh họ của Anne là Vua Boris III của Bulgaria, vào năm 1930, cặp đôi đã cam kết nuôi dạy những đứa con tương lai của họ theo đạo Công giáo La Mã, nhưng đã rửa tội cho chúng theo đạo Chính thống giáo để tôn trọng tôn giáo nhà nước của Vương quốc Bulgaria. Tuy nhiên, Vua Mihai I đã từ chối thực hiện lời hứa mà ông không thể giữ về mặt chính trị, trong khi mẹ của Anne lại là con gái của một cuộc hôn nhân hỗn hợp giữa một người Công giáo (Vương nữ Marie d'Orléans) và một người Tin Lành (Vương tử Valdemar của Đan Mạch), những người đã tuân thủ thỏa hiệp pre-ne temere của họ để nuôi dạy con trai của họ theo đạo Tin Lành và con gái của họ, Margrethe, theo đạo Công giáo.
Mặc dù chịu rất nhiều căng thẳng, cặp đôi sắp đính hôn vẫn quyết định tiến hành. Chú của Anne, Thân vương Xavier xứ Bourbon-Parma, đã đưa ra tuyên bố phản đối bất kỳ cuộc hôn nhân nào được tiến hành trái với ý muốn của Giáo hoàng và gia đình cô dâu. Chính ông, chứ không phải Giáo hoàng, đã cấm cha mẹ Anne tham dự lễ cưới. Người phát ngôn của Vua Mihai I tuyên bố vào ngày 9 tháng 6 rằng cha mẹ cô đã được hỏi ý kiến và đã đồng ý, và gia đình cô dâu sẽ được đại diện tại lễ cưới bởi cậu của cô, Vương tử theo Tin Lành là Erik của Đan Mạch, người sẽ trao tay cô dâu cho Mihai.
Lễ cưới được tổ chức vào ngày 10 tháng 6 năm 1948 tại Athens, Vương quốc Hy Lạp, trong phòng ngai vàng của Cung điện Hoàng gia; buổi lễ được cử hành bởi Tổng giám mục Damaskinos, và Vua Pavlos I của Hy Lạp làm koumbaros (chủ hôn). Khách mời tham dự lễ cưới bao gồm: Mẹ của Mihai là Vương hậu của România, dì là Vương hậu Frederica, Nữ công tước góa phụ xứ Aosta, Vương nữ Katherine của Hy Lạp và Đan Mạch; anh em họ là Vương tử Amedeo, Công tước thứ 5 xứ Aosta, Vương nữ Sophia của Hy Lạp và Đan Mạch (tương lai là vương hậu Tây Ban Nha), Vương tử Konstantinos của Hy Lạp (tương lai là Vua Konstantinos II) và Vương nữ Eirini của Hy Lạp và Đan Mạch, ba người trẻ nhất làm phù dâu và phù rể; cậu ruột của Anne là Vương tử Erik của Đan Mạch; Nữ đại công tước Elena Vladimirovna của Nga, Vương nữ Olga của Hy Lạp và Đan Mạch, Vương nữ Elizabeth của Nam Tư, Vương tử George Wilhelm của Hannover và nhiều chức sắc khác. Cha của Vua Mihai I là cựu vương Carol, và các chị em gái của ông, Maria, Hoàng thái hậu Nam Tư, Vương nữ Elisabeth của România (cựu vương hậu của Hy Lạp) và Vương nữ Ileana của România đã được thông báo, nhưng không được mời.
Vì không có sự cho phép của Giáo hoàng đối với cuộc hôn nhân, khi nó được cử hành theo nghi lễ của Giáo hội Chính thống giáo Đông phương, nó được Giáo hội Công giáo La Mã coi là không hợp lệ, nhưng hoàn toàn hợp pháp bởi mọi thẩm quyền khác. Cuối cùng, cặp đôi đã tham gia một buổi lễ tôn giáo một lần nữa, vào ngày 9 tháng 11 năm 1966, tại Nhà thờ Công giáo La Mã St Charles ở Monaco, do đó đáp ứng theo giáo luật Công giáo La Mã.

### Gia đình
Mihai và Anne có 5 người con gái, 5 người cháu và 5 người chắt:
- Margareta, Người giám hộ của Vương miện România (sinh ngày 26 tháng 3 năm 1949 tại Clinique de Mont Choisi ở Lausanne); bà kết hôn với Radu Duda vào năm 1996. Họ không có con.
- Vương nữ Elena của România (sinh ngày 15 tháng 11 năm 1950 tại Clinique de Mont Choisi ở Lausanne); bà kết hôn với Robin Medforth-Mills vào ngày 20 tháng 7 năm 1983 và ly hôn vào ngày 28 tháng 11 năm 1991. Họ có 2 người con. Bà kết hôn lần thứ hai với Alexander McAteer vào ngày 14 tháng 8 năm 1998.
  - Nicholas de Roumanie-Medforth-Mills (sinh ngày 1 tháng 4 năm 1985 tại Bệnh viện La Tour ở Geneva); ông kết hôn dân sự với Alina Maria Binder vào ngày 6 tháng 10 năm 2017. Họ có 2 người con. Nicholas cũng có một cô con gái từ mối quan hệ trước đó.
  - Elisabeta-Karina de Roumanie-Medforth-Mills (sinh ngày 4 tháng 1 năm 1989 tại Bệnh viện Phụ sản Princess Mary ở Newcastle upon Tyne, Vương quốc Anh)
- Vương nữ Irina của România (sinh ngày 28 tháng 2 năm 1953 tại Clinique de Mont Choisi ở Lausanne); bà kết hôn với John Kreuger vào ngày 4 tháng 10 năm 1983 và ly hôn vào ngày 24 tháng 11 năm 2003. Họ có 2 người con và 3 người cháu. Bà kết hôn lần thứ hai với John Wesley Walker vào ngày 10 tháng 11 năm 2007.
  - Michael-Torsten de Roumanie-Kreuger (sinh ngày 25 tháng 2 năm 1984 tại Bệnh viện Bay Area ở Coos Bay, Oregon); ông kết hôn với Tara Marie Littlefield vào ngày 26 tháng 2 năm 2011.
  - Angelica-Margareta Bianca de Roumanie-Kreuger (sinh ngày 29 tháng 12 năm 1986 tại Bệnh viện Bay Area ở Coos Bay, Oregon); bà kết hôn với Richard Robert Knight vào ngày 25 tháng 10 năm 2009 (ly hôn vào tháng 11 năm 2018).
- Vương nữ Sophie của România (sinh ngày 29 tháng 10 năm 1957 tại Cung điện Tatoi ở Athen); bà kết hôn với Alain Michel Biarneix vào ngày 29 tháng 8 năm 1998 và ly hôn vào năm 2002.
  - Elisabeta-Maria de Roumanie-Biarneix (sinh ngày 15 tháng 8 năm 1999 tại Paris)
- Vương nữ Maria của România (sinh ngày 13 tháng 7 năm 1964 tại Bệnh viện Gentofte ở Copenhagen); bà kết hôn với Kazimierz Wiesław Daniluk Mystkowski vào ngày 16 tháng 9 năm 1995 và ly hôn vào tháng 12 năm 2003. Họ có 1 con trai.

## Cuộc sống lưu vong

Standard của Vua Mihai l

Mihai không bao giờ gặp lại cha mình nữa, sau khi Carol II thoái vị vào năm 1940. Mihai không thấy lý do gì để gặp cha mình, người đã làm nhục mẹ mình rất nhiều lần thông qua các mối quan hệ bất chính và không tham dự đám tang của ông vào năm 1953.
Vào tháng 1 năm 1948, Mihai bắt đầu sử dụng một trong những tước hiệu tổ tiên của gia đình mình, "Thân vương xứ Hohenzollern", thay vì sử dụng tước hiệu "Vua của România". Sau khi lên án việc thoái vị của mình là bị ép buộc và bất hợp pháp vào tháng 3 năm 1948, Mihai đã tiếp tục sử dụng tước hiệu vua.
Mihai và Công nữ Anne sống gần Florence, Ý, cho đến năm 1948, gần Lausanne, Thụy Sĩ, cho đến năm 1950, và sau đó ở Hertfordshire, Vương quốc Anh, cho đến năm 1956. Sau đó, cặp đôi định cư gần Versoix, Thụy Sĩ, nơi họ sẽ sống trong 45 năm tiếp theo. Chính quyền Cộng sản România đã tước quyền công dân România của Mihaivào năm 1948.
Trong thời gian lưu vong, Mihai đã làm nhiều nghề khác nhau bao gồm làm nông, môi giới chứng khoán, doanh nhân và phi công. Năm 1957, ông làm việc tại Thụy Sĩ với tư cách là phi công thử nghiệm cho một công ty tiền thân của nhà sản xuất hàng không vũ trụ Learjet.
Ông có năm cô con gái với vợ từ năm 1949 đến năm 1964.

## Trở về và phục hồi quyền công dân
Vào ngày 25 tháng 12 năm 1990—một năm sau cuộc cách mạng lật đổ chế độ độc tài Cộng sản của Nicolae Ceaușescu—Cựu vương Mihai, cùng với một số thành viên hoàng gia, đã hạ cánh xuống Sân bay Otopeni và nhập cảnh vào România lần đầu tiên sau 43 năm. Sử dụng hộ chiếu ngoại giao Đan Mạch, Mihai đã có thể xin được thị thực 24 giờ. Ông dự định đến Nhà thờ Curtea de Argeș, cầu nguyện tại lăng mộ của tổ tiên hoàng gia và tham dự buổi lễ tôn giáo Giáng sinh. Tuy nhiên, trên đường đến Curtea de Argeș, cựu vương và những người bạn đồng hành của ông đã bị cảnh sát chặn lại, đưa đến sân bay và buộc phải rời khỏi đất nước.
Năm 1992, chính phủ România đã cho phép Mihai trở về România để tham dự lễ Phục sinh, nơi ông lưu trú đã thu hút được rất đông người dân. Bài phát biểu của ông từ ban công của một phòng ở Tầng 1 của Khách sạn Continental đã thu hút hơn 100.000 người. Chuyến thăm của ông tới Bucharest đã thu hút hơn một triệu người dân trên đường phố thủ đô. Mihai đã từ chối lời đề nghị của chủ tịch Đảng Tự do Quốc gia (România), Radu Câmpeanu, về việc ra tranh cử tổng thống România. Sự nổi tiếng của Mihai đã khiến chính phủ của Tổng thống Ion Iliescu lo ngại, và ông bị cấm trở lại România, bị từ chối nhập cảnh hai lần vào năm 1994 và 1995.
Năm 1997, sau khi Iliescu bị Emil Constantinescu đánh bại, chính phủ România đã khôi phục quyền công dân cho Mihai và một lần nữa cho phép ông đến thăm đất nước này. Sau đó, ông sống ở cả Thụy Sĩ tại Aubonne và ở cả România, tại Lâu đài Săvârșin ở Hạt Arad hoặc tại một dinh thự chính thức ở Bucharest—Cung điện Elisabeta—do Quốc hội România bỏ phiếu thông qua luật liên quan đến việc sắp xếp cho các nguyên thủ quốc gia trước đây. Bên cạnh Lâu đài Săvârșin, các dinh thự riêng trước đây là Lâu đài Peleș và Lâu đài Pelișor cũng đã được phục hồi. Trong khi Peleș và Pelișor mở cửa cho công chúng, Cung điện Elisabeta và Săvârșin được sử dụng làm nơi ở riêng.

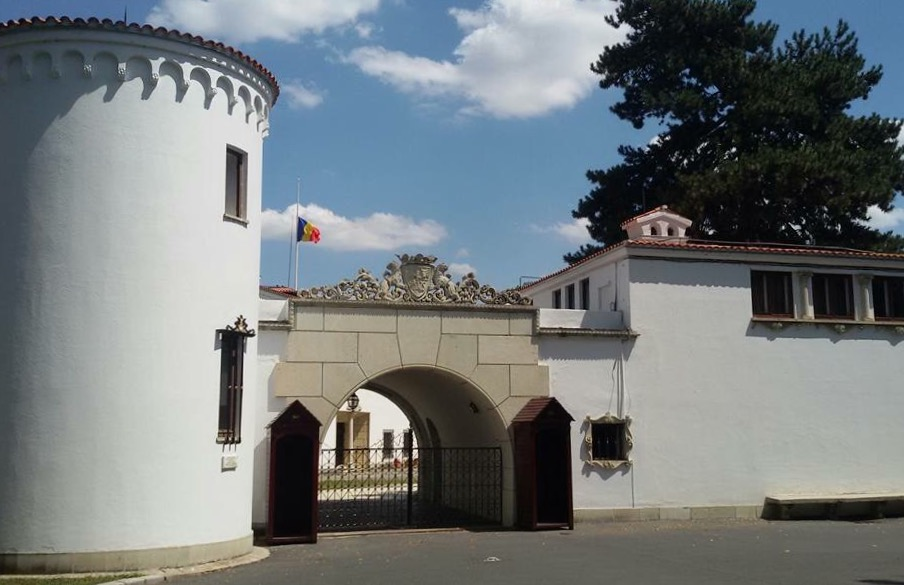
Cung điện Elisabeta, Bucharest
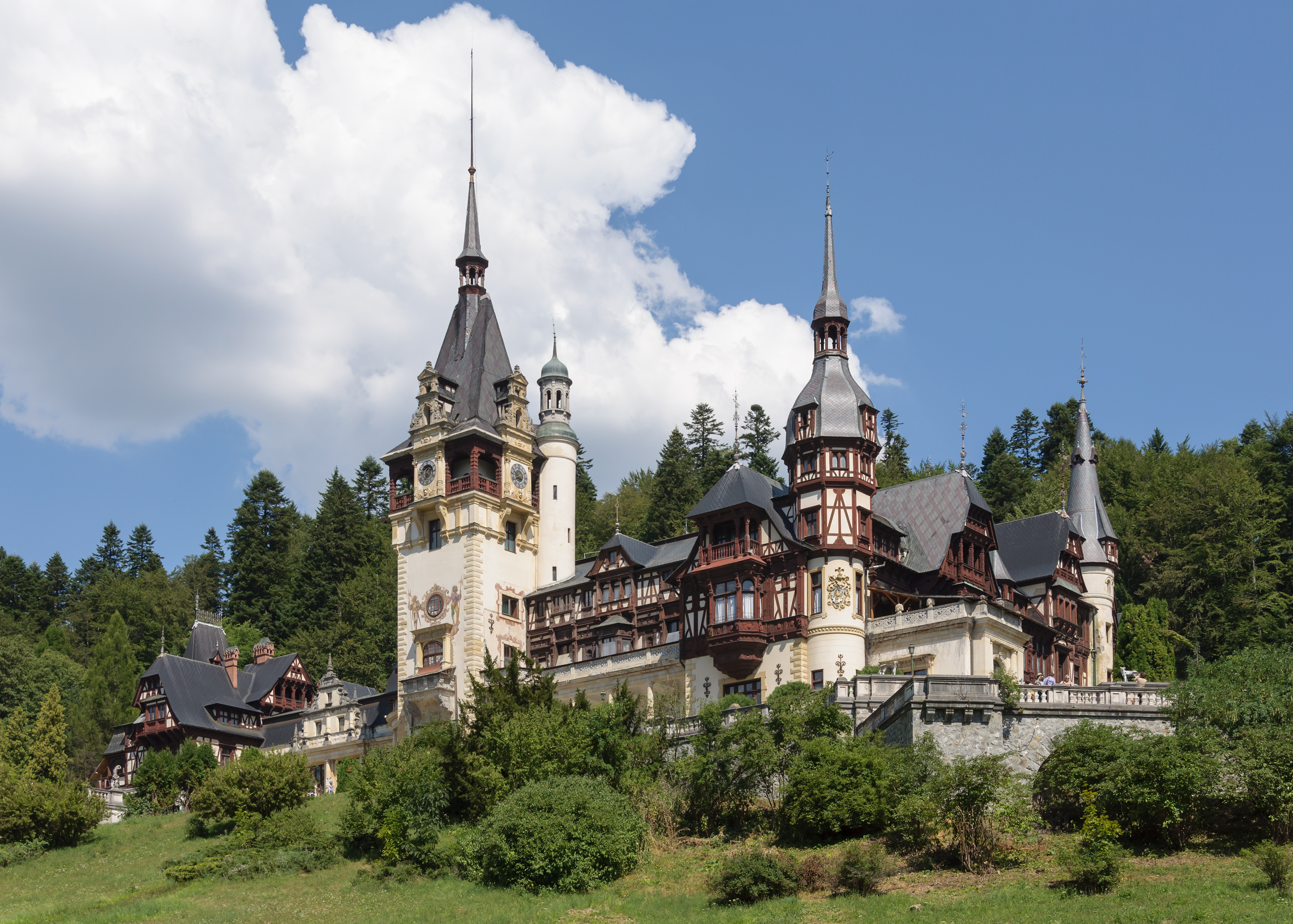
Lâu đài Peleș, Sinaia
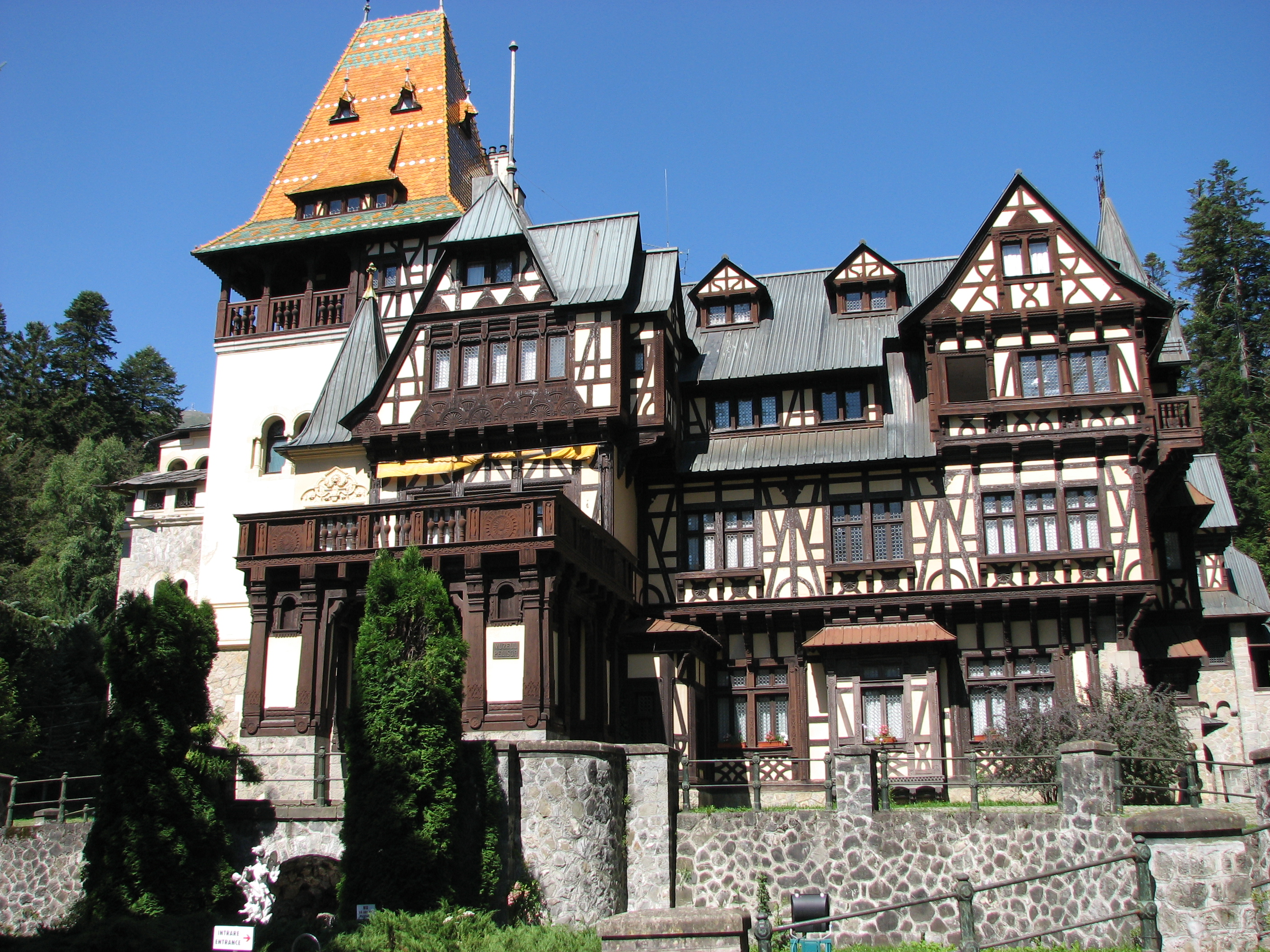
Lâu đài Pelișor, Sinaia
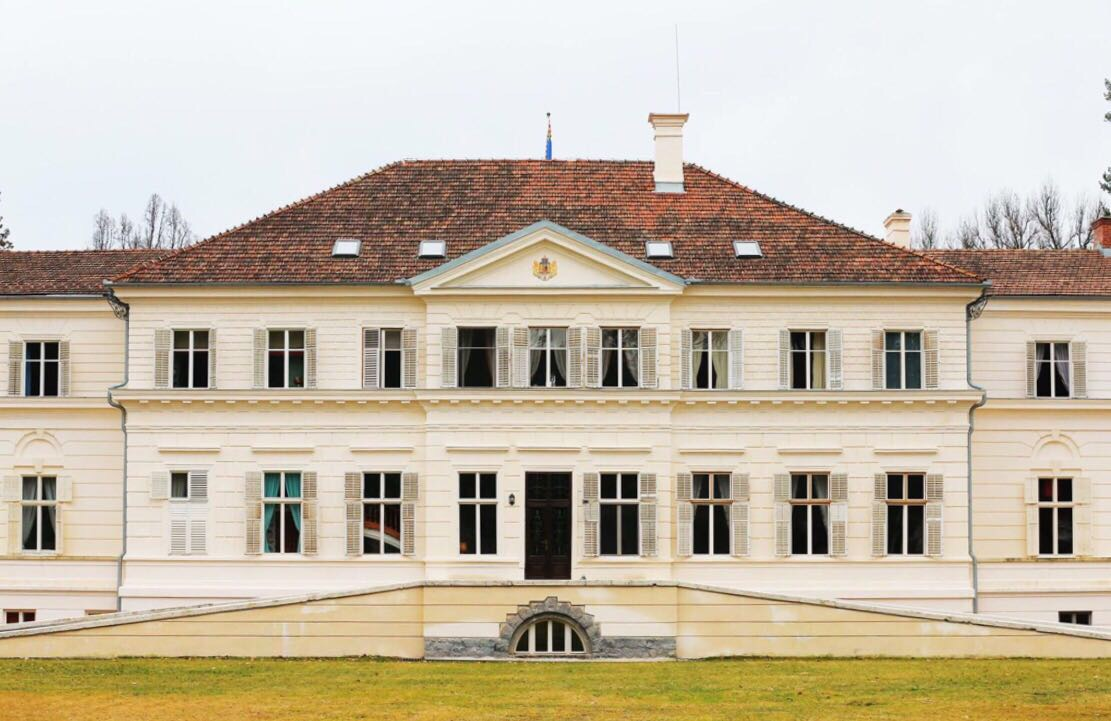
Hạt Arad]]

## Cuối đời

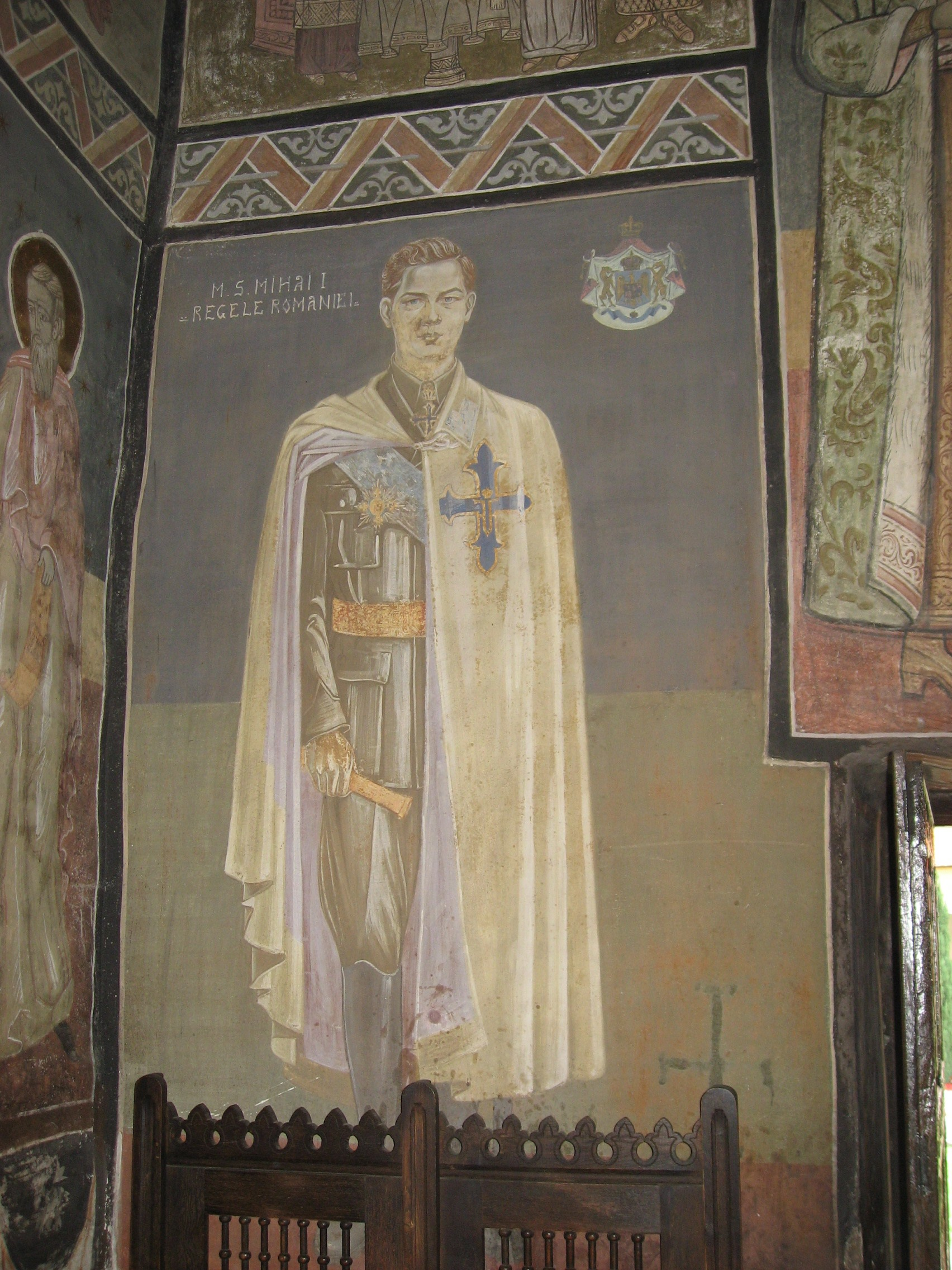
Bức bích họa của Vua Mihai I trên tường Tu viện Sâmbăta

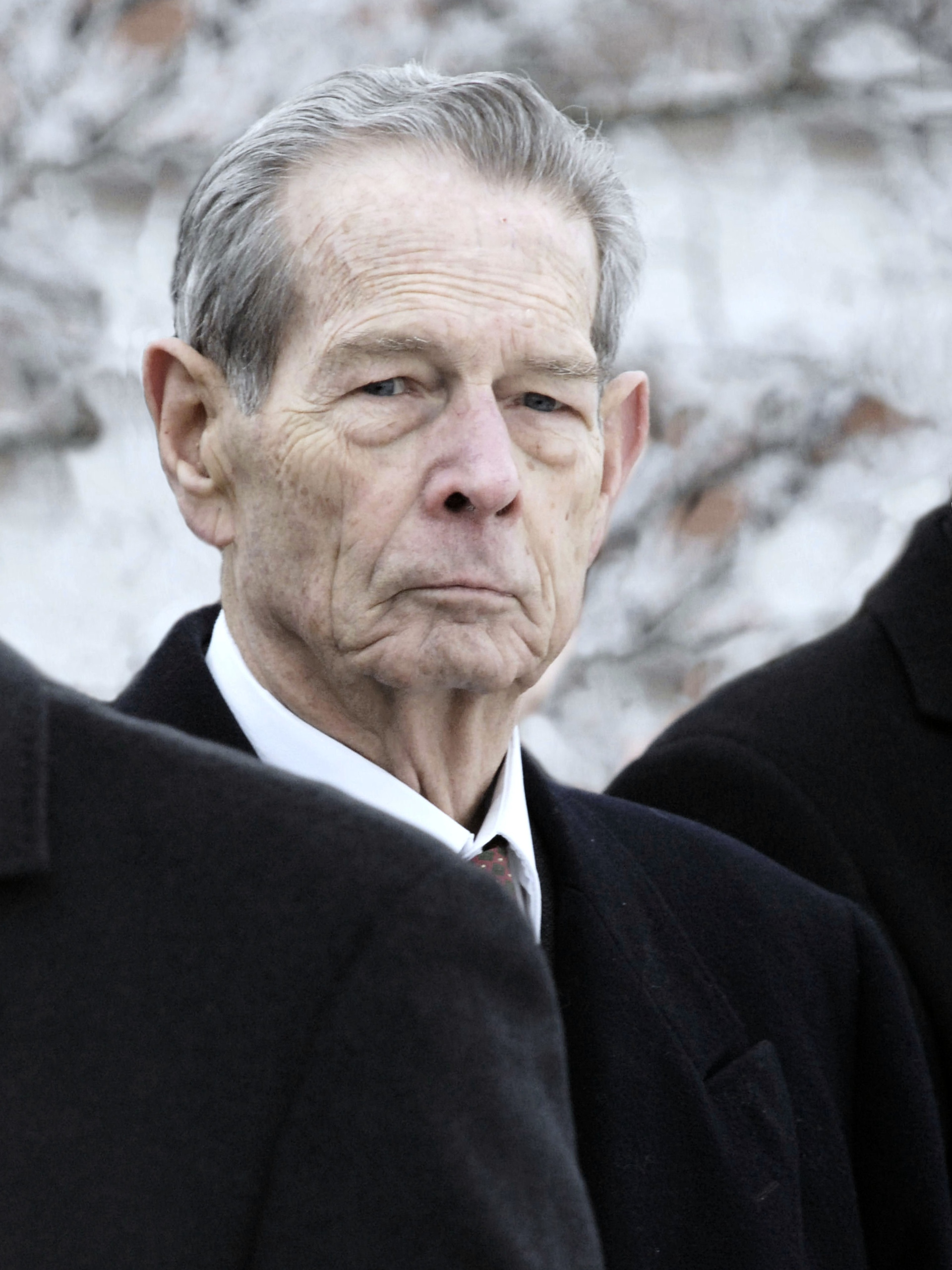
Mihai I vào năm 2007

Mihai không khuyến khích cũng không phản đối phong trào bảo hoàng ở România và các đảng bảo hoàng không có nhiều tác động đến nền chính trị România hậu cộng sản. Ông cho rằng việc khôi phục chế độ quân chủ ở România chỉ có thể là kết quả của quyết định của người dân România. "Nếu người dân muốn tôi trở về, tất nhiên, tôi sẽ trở về", ông nói vào năm 1990. "Người România đã phải chịu đủ đau khổ để có quyền được tham vấn về tương lai của họ". Vua Mihai tin rằng chế độ quân chủ vẫn có vai trò và giá trị cho đến ngày nay: "Chúng tôi đang cố gắng giúp mọi người hiểu chế độ quân chủ România là gì và nó vẫn có thể làm gì [cho họ]".
Theo một cuộc thăm dò ý kiến năm 2007 được tiến hành theo yêu cầu của hoàng gia România, chỉ có 14% người România ủng hộ việc khôi phục chế độ quân chủ. Một cuộc thăm dò khác năm 2008 cho thấy chỉ có 16% người România có cảm tình với chế độ quân chủ. Tuy nhiên, bản thân Mihai lại được người dân România ưa thích hơn nhiều: Trong một cuộc khảo sát vào tháng 7 năm 2013, 45% người România có quan điểm tốt hoặc rất tốt về cựu vương Mihai, chỉ có 6,5% công chúng nghĩ ngược lại. Gia đình hoàng gia cũng có số liệu tương tự, với 41% có quan điểm tốt hoặc rất tốt, và chỉ 6,5% có quan điểm kém hoặc rất kém.
Mihai đã đảm nhiệm một số vai trò bán ngoại giao thay mặt cho România hậu cộng sản. Vào năm 1997 và 2002, ông đã đi khắp Tây Âu, vận động hành lang để România gia nhập NATO và Liên minh châu Âu, và được các nguyên thủ quốc gia và quan chức chính phủ tiếp đón.
Vào tháng 12 năm 2003, được cho là để "làm cho dư luận ở România sửng sốt", Mihai đã trao giải "Người đàn ông của năm 2003" cho Thủ tướng Adrian Năstase, lãnh đạo Đảng Dân chủ Xã hội (PSD), thay mặt cho tờ báo khổ nhỏ VIP. Tờ báo hàng ngày Evenimentul Zilei sau đó đã phàn nàn rằng "một hoạt động như vậy không phù hợp với một vị vua và Mihai đang lãng phí uy tín của mình", với phần lớn các nhà phân tích chính trị "coi cử chỉ của ông như một sự thoái vị mới".
Vào ngày 10 tháng 5 năm 2007, Vua Mihai đã nhận được Giải thưởng Công dân Hanno R. Ellenbogen thường niên lần thứ 6 của Hiệp hội hợp tác quốc tế Praha và Global Panel Foundation, trước đây đã được trao cho Vladimir Ashkenazy, Madeleine Albright, Václav Havel, Lãnh chúa Robertson và Miloš Forman. Vào ngày 8 tháng 4 năm 2008, Vua Mihai và Thượng phụ Daniel được bầu làm thành viên danh dự của Viện Hàn lâm România.
Mihai đã tham gia Lễ diễu hành Chiến thắng tại Moskva  vào năm 2010 với tư cách là Tổng tư lệnh tối cao duy nhất còn sống của một Nhà nước châu Âu trong Thế chiến thứ hai. Tên của Mihai I được ghi trên đài tưởng niệm tại Đại Cung điện Kremlin là một trong số 20 người duy nhất nhận được Huân chương Chiến thắng (Liên Xô).
Khi về già, Mihai đã được phục hồi mạnh mẽ về mặt danh tiếng. Vào ngày 25 tháng 10 năm 2011, nhân dịp sinh nhật lần thứ 90 của mình, ông đã có bài phát biểu trước Quốc hội România. Một cuộc thăm dò ý kiến vào tháng 1 năm 2012 đã đưa ông trở thành nhân vật công chúng đáng tin cậy nhất ở România, vượt xa các nhà lãnh đạo chính trị. Sau đó, vào tháng 10 năm 2012, để kỷ niệm sinh nhật lần thứ 91 của Mihai, một quảng trường ở Bucharest đã được đổi tên theo tên ông.
Vào ngày 1 tháng 8 năm 2016, Vợ ông, cựu vương hậu Anne qua đời ở tuổi 92.

### Các vấn đề sức khỏe và qua đời
Vào ngày 2 tháng 3 năm 2016, Hội đồng Hoàng gia đã thông báo Vua Mihai sẽ nghỉ hưu và không còn tham gia vào các sự kiện thu hút công chúng; các nhiệm vụ hoàng gia sẽ do Vương nữ Margareta, con gái của ông đảm nhiệm. Sau ca phẫu thuật, Mihai được chẩn đoán mắc bệnh bạch cầu mãn tính và Ung thư biểu mô tế bào vảy di căn và phải đối mặt với quá trình điều trị phức tạp và kéo dài.
Vào tháng 6 năm 2017, Hoàng gia tuyên bố trong một thông cáo báo chí rằng "Sức khỏe của Bệ hạ vẫn yếu nhưng ổn định. Vua Mihai rất điềm tĩnh, ngài thể hiện lòng biết ơn sâu sắc và trân trọng sự chăm sóc của đội ngũ y tế của mình.
Vào cuối tháng 8 năm 2017, Hoàng gia tuyên bố rằng "Vua Mihai I đang trong tình trạng yếu nhưng cân bằng và có tâm trạng tốt", tuyên bố rằng Vương nữ Elena đã hoàn thành chuyến thăm Thụy Sĩ trong vài ngày để gặp cha cô, tại dinh thự riêng. Theo Hoàng gia, Vua Mihai I "tiếp tục ở lại dưới sự giám sát chặt chẽ của các bác sĩ, nhân viên y tế thuộc nhiều chuyên khoa khác nhau và có sự hiện diện của các thành viên tận tụy trong đội ngũ nhân viên của Hoàng gia, đóng tại Thụy Sĩ". Hai nữ tu Chính thống giáo, tách khỏi Nhà thờ Chính thống giáo România, vẫn ở lại dinh thự riêng.

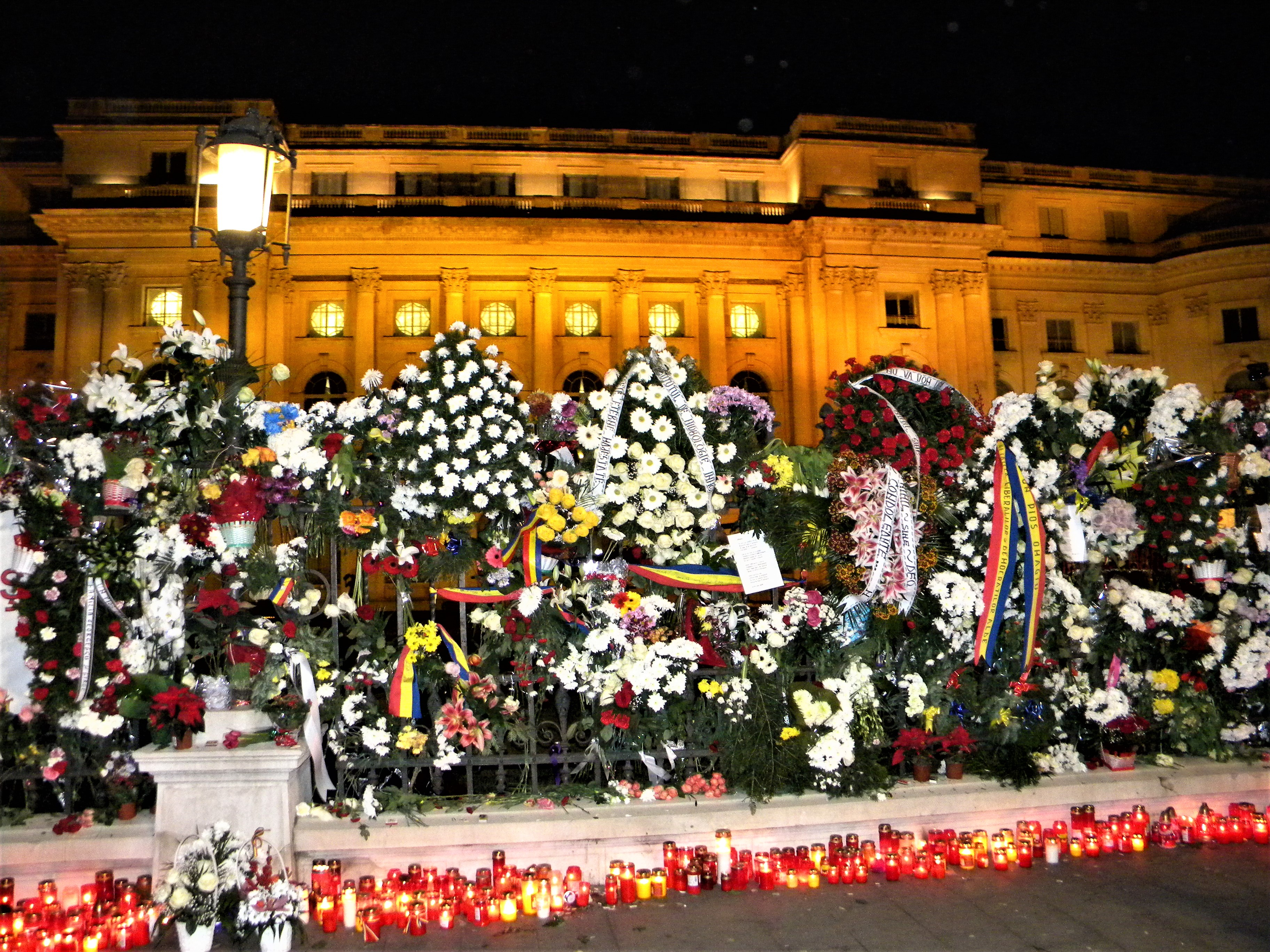
Tưởng nhớ Vua Mihai tại Bucharest, tháng 12 năm 2017

Vào ngày 5 tháng 12 năm 2017, Vua Mihai I qua đời tại dinh thự của mình ở Thụy Sĩ, hưởng thọ tuổi 96, Vương nữ Maria, con gái út của cựu vương đã có mặt khi ông trút hơi thử cuối cùng.

### Tang lễ

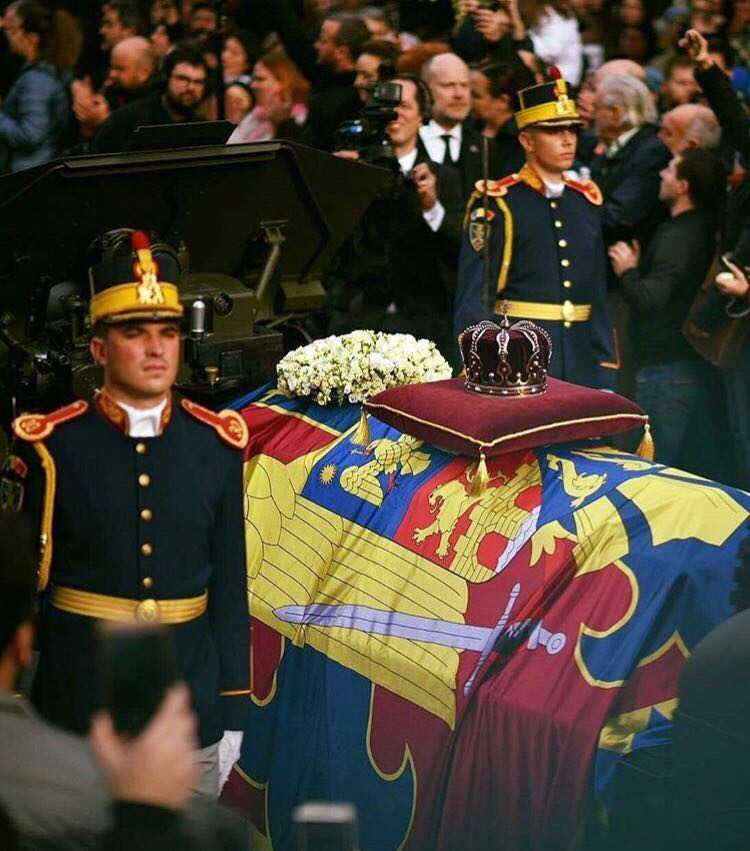
Quan tài của Vua Mihai I trong đám tang trên Đại lộ Chiến thắng hướng tới Quảng trường Liên hiệp và Nhà thờ chính tòa Thượng phụ România

Vào thứ Tư, ngày 13 tháng 12 năm 2017, lúc 11:00 sáng, quan tài của Vua Mihai I, được phủ bằng Cờ hiệu Hoàng gia, được đưa trở lại România từ Lausanne, Thụy Sĩ, qua Căn cứ Không quân Payerne, được hộ tống bởi con gái thứ hai của ông, Vương nữ Elena cùng chồng Alexander Nixon, con gái thứ tư là Vương nữ Sophie và các thành viên của Hoàng gia đã đến România bằng máy bay vận tải Alenia C-27J Spartan của Không quân România, được hộ tống bởi 4 máy bay phản lực Mikoyan-Gurevich MiG-21.
Đầu tiên, quan tài được đưa đến Lâu đài Peleș tại Sinaia ở Dãy núi Carpathian. Sau đó, quan tài được đưa đến Bucharest, nơi quan tài được đặt tại Cung điện Hoàng gia trong 2 ngày. Vua Mihai I được chôn cất vào ngày 16 tháng 12, với đầy đủ nghi lễ nhà nước tại Lăng mộ Hoàng gia, trên khuôn viên Nhà thờ Curtea de Argeș cùng với vợ ông là cựu Vương hậu Anne, người đã qua đời vào năm 2016. Thi hài của ông được chuyển từ Bucharest đến Curtea de Argeș với sự trợ giúp của một đoàn tàu tang lễ, Tàu hỏa Hoàng gia, và một toa tàu chở khách trong nước được sơn lại, được dẫn đầu bởi một đầu máy xe lửa chạy bằng dầu diesel. Đám tang của ông được cho là một trong những đám tang lớn nhất ở România, với gần 1 triệu người România đổ xô đến thủ đô để tỏ lòng thành kính và theo dõi đám tang, có thể so sánh với đám tang của Corneliu Coposu vào năm 1995.

## Dòng kế thừa
Theo các điều khoản kế vị của hiến pháp quân chủ được phê chuẩn dân chủ cuối cùng của Vương quốc România năm 1923, sau khi Vua Mihai qua đời mà không có con trai, quyền kế vị ngai vàng một lần nữa chuyển giao cho gia tộc Hohenzollern. Tuy nhiên, vào ngày 30 tháng 12 năm 2007, đúng dịp kỷ niệm 60 năm ngày thoái vị, Vua Mihai đã ký Quy tắc cơ bản của Hoàng gia România, trong đó ông chỉ định Vương nữ Margareta là người thừa kế của mình. Văn bản này không có giá trị pháp lý vì nó điều chỉnh một thể chế hiện không còn tồn tại nữa.
Vào ngày 10 tháng 5 năm 2011, trong bối cảnh các vụ kiện tụng tại Đức do những người họ hàng người Đức của Mihai đệ đơn kiện gia đình ông liên quan đến tên cũ Hohenzollern-Veringen của con rể ông là Thân vương Radu, và nỗi lo ngại mà một số người bày tỏ rằng những cá nhân thuộc gia tộc Hohenzollern gốc Đức có thể tuyên bố kế vị quyền lãnh đạo hoàng gia România, Mihai đã cắt đứt mọi mối quan hệ triều đại và lịch sử với Vương tộc Hohenzollern, đổi tên gia đình ông thành "Hohenzollern của România", và từ bỏ mọi tước hiệu hoàng gia mà những tưởng tộc thuộc Hohenzollern gốc Đức đã trao cho ông và gia đình ông.
Vào ngày 1 tháng 8 năm 2015, Mihai đã ký một văn bản xóa bỏ tước hiệu Thân vương România và phong cách Royal Highness (điện hạ) của cháu trai ông là Nicholas Medforth-Mills, người cũng bị xóa khỏi danh sách kế vị ngai vàng. Cựu vương đã đưa ra quyết định "với mục tiêu hướng đến tương lai của România sau khi con gái cả của ông là Vương nữ Margareta trị vì và qua đời". Cựu vương hy vọng rằng "Nicholas sẽ tìm ra cách phù hợp trong những năm tới để phục vụ lý tưởng và sử dụng những phẩm chất mà Chúa đã ban cho ông". Mẹ của Nicholas là Vương nữ Elena, đã nhận được thông báo về quyết định của cựu vương trong một lá thư cá nhân.

## Tính cách và sở thích cá nhân

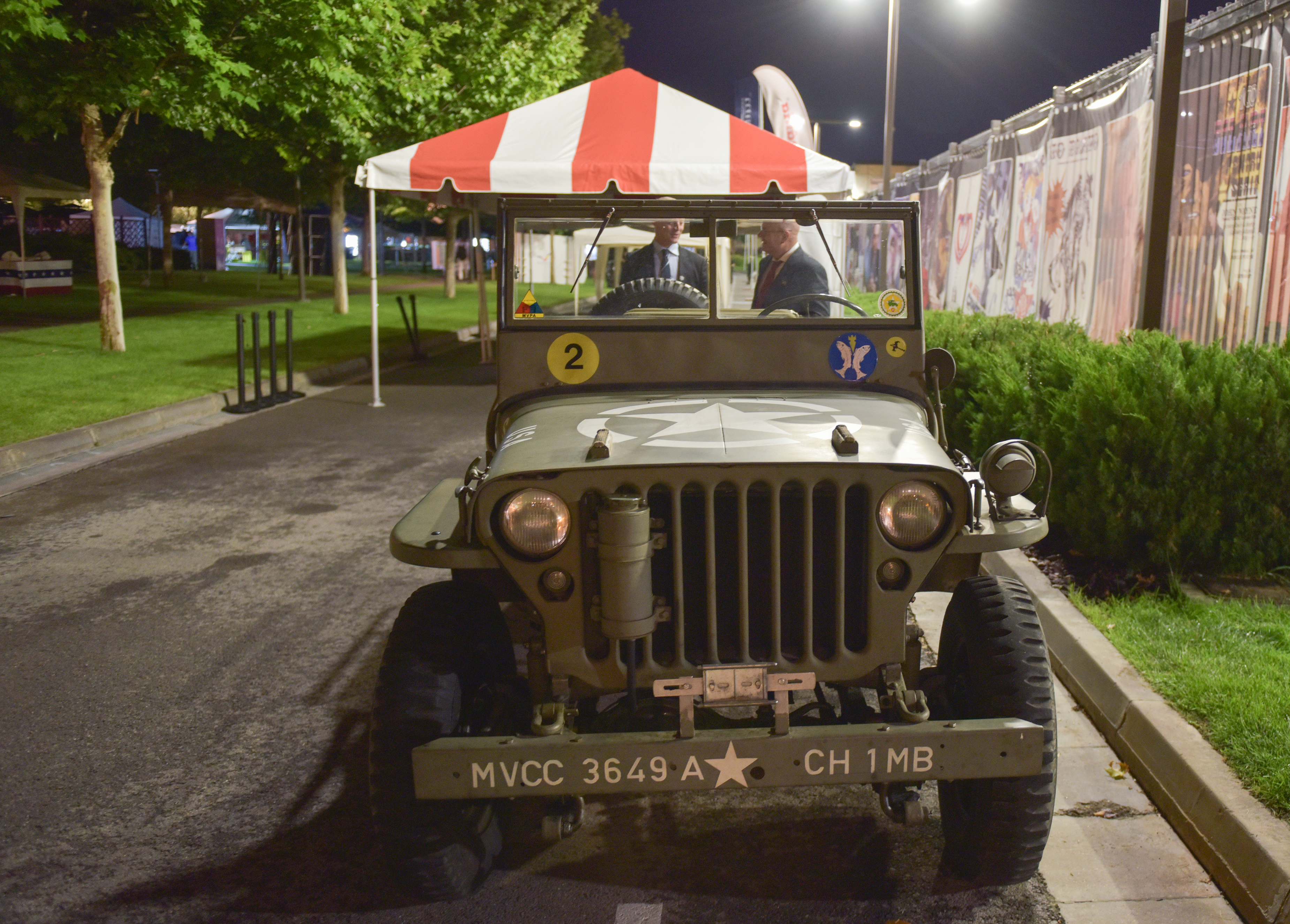
Một chiếc xe Jeep Willys 1944 từ bộ sưu tập của Michael thuộc về Tướng George S. Patton

Năm 16 tuổi, khi Mihai còn là vương thái tử, ông đã đâm phải một người đi xe đạp khi đang lái ô tô, khiến người đi xe đạp tử vong. Vụ việc đã bị kiểm duyệt trên báo chí đương thời, nhưng xuất hiện trong Hồ sơ kiểm duyệt chính thức và được xác nhận bởi hồi ký của cựu thủ tướng Constantin Argetoianu.
Mihai là người đứng đầu Đội hướng đạo sinh România vào những năm 1930. Ông đam mê ô tô, đặc biệt là xe jeep quân sự. Ông cũng quan tâm đến máy bay khi làm phi công thử nghiệm trong thời gian lưu vong.
Ngay sau Thế chiến thứ hai, Mihai bắt đầu quan tâm đến phong trào Moral Re-Armament (MRA), được giới thiệu với ông bởi người anh em họ của ông là Thân vương Richard xứ Hessen-Cassel, và với tư cách là cư dân Thụy Sĩ sau năm 1956, ông và cựu Vương hậu Anne đã thực hiện nhiều chuyến thăm đến trung tâm hội nghị MRA của Caux, nơi ông tìm thấy niềm an ủi cho sự mất mát của đất nước và tình trạng di cư của mình cũng như hy vọng mới cho sự hòa giải trong tương lai.

## Vinh dự và giải thưởng
- Belgium: Hiệp sĩ Thập tự lớn của Huân chương Leopold I[115]
- Czechoslovakia: Thập tự lớn của Huân chương Sư tử trắng[115]
- Czech Republic: Người nhận Huân chương Công trạng của Bộ Quốc phòng, Hạng nhất[115][116]
- Denmark: Người nhận Huân chương tưởng thưởng Hoàng gia, Hạng đặc biệt[115]
- Finland: Thập tự lớn của Huân Chương Hoa Hồng Trắng[115]
- Pháp
  -  France: Thập tự lớn của Huân chương Bắc Đẩu Bội Tinh[115][117]
  -  Vương tộc Orléans: Thập tự lớn của Huân chương Saint Lazarus[118][119][120]
- Hoàng gia Hy Lạp: Thập tự lớn của Huân chương Hoàng gia Cứu thế[115]
- Hoàng gia Hy Lạp: Hiệp sĩ Thập tự lớn của Huân chương Hoàng gia Thánh George và Constantine[115]
- Hoàng gia Hy Lạp: Hiệp sĩ Thập tự lớn của Huân chương Hoàng gia George I[115]
- Hoàng gia Hy Lạp: Hiệp sĩ Royal Decoration of the Greek Royal House, Special Class Lưu trữ ngày 24 tháng 9 năm 2015 tại Wayback Machine Lưu trữ ngày 24 tháng 9 năm 2015 tại Wayback Machine[115]
- Hoàng gia Hy Lạp: Người nhận Huân chương kỷ niệm 100 năm của Vương quốc Hy Lạp[115]
- Hoàng gia Ý: Hiệp sĩ Huy chương tối cao của Truyền tin Tối cao[115][121]
- Hoàng gia Hy Lạp: Hiệp sĩ Thập tự lớn của Huân chương Hoàng gia Thánh Maurice và Lazarus[115]
- Italian Royal Family: Knight Grand Cross the Royal Order of the Crown[115]
  -  Sovereign Military Order of Malta: Hiệp sĩ Thập tự lớn của Danh dự và Lòng tận tụy của Huân chương Quân sự Tối cao Malta[115][122]
- Poland: Thập tự lớn của Huân chương Đại bàng Trắng[115][123]
- Russia
  -  Soviet Union: Huân chương Chiến thắng[115][124][125]
  -  Russia: Recipient of the 60 Years of Victory in the Great Patriotic War of 1941–1945 Commemorative Jubilee Medal[115]
- Serbia
  -  Vương thất Serbia: Hiệp sĩ Thập tự lớn Huân chương Hoàng gia Ngôi sao Karađorđe[115]
  -  Vương thất Serbia: Hiệp sĩ Thập tự lớn Huân chương Hoàng gia Thánh Sava[115]
  - Bản mẫu:Country data Republic of Serbia: Người nhận Huân chương Đức hạnh Quân đội[115]
- Sweden: Người nhận Huy chương mừng sinh nhật lần thứ 50 của Vua Carl XVI Gustaf[115]
- United Kingdom: Hiệp sĩ danh dự Thập tự lớn của Huân chương Hoàng gia Victoria[115]
- United Kingdom: Recipient of the King George VI Coronation Medal[126]
- United States: Chief Commander của Huân chương Quân công[115][117][127]

### Giải thưởng

#### Giải thưởng nhà nước
- Romania: Công dân danh dự của Hạt Călărași
- Romania: Công dân danh dự của Thành phố Techirghiol[128] (in Constanța county)
- Romania: Công dân danh dự của Thành phố Craiova[129]
- Romania: Công dân danh dự của làng Stremț[130] (in Alba county)
- Romania: Bằng danh dự từ Học viện nghiên cứu kinh tế Bucharest[131]
- Romania: Bằng danh dự từ Đại học Nông học và Thú y[132] (ở Bucharest)
- Romania: Bằng danh dự từ Đại học Thiên chúa giáo Dimitrie Cantemir[133] (ở Bucharest)
- Romania: Bằng danh dự từ Đại học Politehnica Bucharest[134]
- Romania: Bằng danh dự từ Đại học Pitești[135]
- Romania: Honorary Degree from the University of Bucharest[136]
- Romania: Bằng danh dự từ Đại học Y Dược Victor Babeș, Timișoara[137]
- Romania: Bằng danh dự từ Đại học Bách khoa Timișoara[138]
- Romania: Bằng danh dự từ Đại học Khoa học Nông nghiệp và Thú y Cluj-Napoca[139]
- Romania: Bằng danh dự từ Đại học Quốc phòng Carol I[140] (ở Bucharest)
- Romania: Bằng danh dự từ Đại học Alexandru Ioan Cuza[141] (ở Iași)
- Cộng đồng Do Thái ở România: Người nhận Huy chương Alexandru Șafran[142]

#### Giải thưởng nước ngoài
- Czech Republic: Công dân danh dự của Thành phố Kroměříž[143]
  -  Prague
:
    - Hội hợp tác quốc tế Praha: Người thứ sáu nhận giải thưởng Hanno R. Ellenbogen Citizenship Award[144][145][146]
- United Kingdom: Công dân dự do của Thành phố London[147]
- United Kingdom: Liveryman của Worshipful Company of Wax Chandlers[148]

## Cấp bậc quân sự
Kingdom of Romania
- Thống chế của Lực lượng vũ trang România[115]
  -  Tổng tư lệnh tối cao của Lực lượng Lục quân România
  -  Tổng tư lệnh tối cao của Không quân România
  -  Tổng tư lệnh tối cao, Đô đốc của Lực lượng Hải quân România

 Kingdom of Greece
- Thống chế không quân danh dự của Không quân Hy Lạp[115]

## Honorific eponyms
- Romania

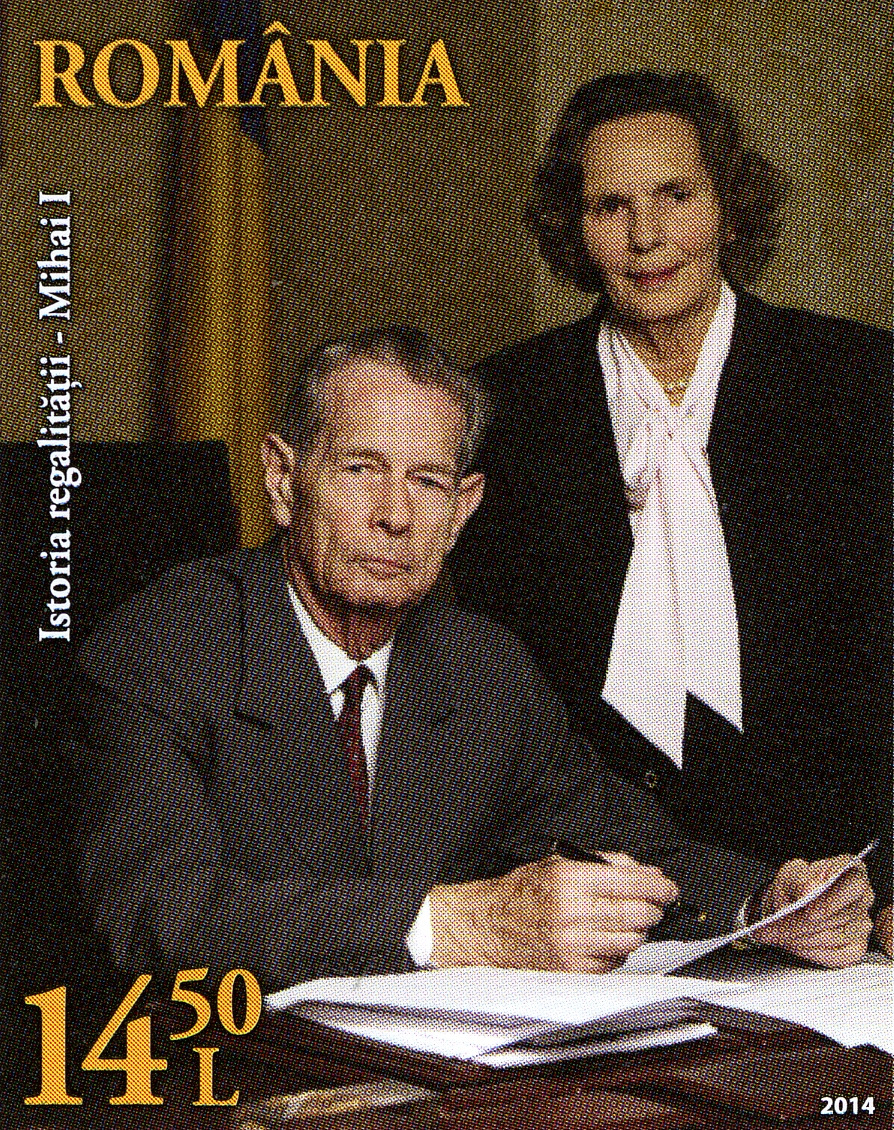
Mihai I và Anne trên tem Rumani năm 2014

  -  Vương thất România: Huy chương Lòng trung thành của Vua Mihai I
  -  Bucharest:
    - Công viên Vua Mihai I
    - Đại lộ Vua Mihai I [ro]
    - Quảng trường Vua Mihai I [ro]
    - King Michael I High School Lưu trữ ngày 23 tháng 6 năm 2021 tại Wayback Machine
    - King Michael I Railway Technical College

  - Banat: Vua Mihai I Đại học Khoa học Nông nghiệp và Thú y Banat
  - Curtea de Argeș: King Michael I Technological High School
  - Drobeta-Turnu Severin: King Michael I High School Lưu trữ ngày 26 tháng 10 năm 2021 tại Wayback Machine
  - Pucioasa: Trường trung học kỹ thuật Vua Mihai I
  - Săvârșin: King Michael I Technological High School
- Moldova
  - Cimișeni: Trường trung học Vua Mihai I

### Tượng đài
Vào ngày 25 tháng 10 năm 2012, một tượng đài lớn dành cho Mihai bao gồm một bức tượng bán thân bằng đồng lớn đã được khánh thành tại Quảng trường Vua Mihai I ở Bucharest. Mihai đã tham dự và khánh thành bức tượng.
Vào ngày 25 tháng 10 năm 2021, một bức tượng của Mihai đã được khánh thành tại thị trấn Sinaia. Bogdan Gheorghiu, Bộ trưởng Bộ Văn hóa România đã tham dự, cùng với Vương nữ Margareta, các đại diện chính phủ khác và các thành viên của Quốc hội România. Đại diện của Quân đội cũng tham dự..

## Tổ tiên
Là chắt của Nữ hoàng Victoria, thông qua cả cha và mẹ, Mihai là anh em họ đời thứ 3 của Nữ vương Margrethe II của Đan Mạch, Vua Harald V của Na Uy, Vua Juan Carlos I của Tây Ban Nha, Vua Carl XVI Gustav của Thụy Điển và Nữ vương Elizabeth II của Vương quốc Anh. Thông qua ông ngoại của mình, Vua Konstantinos I của Hy Lạp, Mihai là anh em họ đời đầu của Vua Konstantinos II của Hy Lạp, Vương hậu Sophia của Tây Ban Nha, vợ của Juan Carlos I của Tây Ban Nha.
Ngoài yêu sách ngai vàng Vương quốc România đã không còn tồn tại, ông cũng là Thân vương xứ Hohenzollern-Sigmaringen cho đến ngày 10 tháng 5 năm 2011, khi ông từ bỏ tước hiệu này.
| \| \| \| \| \| \| \| \| \| \| \| 8. Leopold, Thân vương xứ Hohenzollern \| \| \| \| \| \| \| \| \| \| \| \| \| \| \| \| \| \| \| \| \| \| \| \| \| \| \| \| \| \| \| \| \| \| \| \| \| \| \| \| \| \| \| \| \| \| \| \| \| \| \| 4. Ferdinand I của Romania \| \| \| \| \| \| \| \| \| \| \| \| \| \| \| \| \| \| \| \| \| \| \| \| \| \| \| \| \| \| \| \| \| \| \| \| \| \| \| \| \| \| \| \| \| \| \| \| \| \| \| \| \| \| \| \| \| \| \| \| 9. Antónia của Bồ Đào Nha \| \| \| \| \| \| \| \| \| \| \| \| \| \| \| \| \| \| \| \| \| \| \| \| \| \| \| \| \| \| \| \| \| \| \| \| \| \| \| \| \| \| \| \| \| \| \| \| \| \| \| \| \| \| \| \| \| \| \| \| 2. Carol II của Romania \| \| \| \| \| \| \| \| \| \| \| \| \| \| \| \| \| \| \| \| \| \| \| \| \| \| \| \| \| \| \| \| \| \| \| \| \| \| \| \| \| \| \| \| \| \| \| \| \| \| \| \| \| \| \| \| \| \| \| \| 10. Alfred xứ Sachsen‑Coburg và Gotha \| \| \| \| \| \| \| \| \| \| \| \| \| \| \| \| \| \| \| \| \| \| \| \| \| \| \| \| \| \| \| \| \| \| \| \| \| \| \| \| \| \| \| \| \| \| \| \| \| \| \| \| \| \| \| \| \| \| \| \| 5. Công nữ Marie xứ Edinburgh \| \| \| \| \| \| \| \| \| \| \| \| \| \| \| \| \| \| \| \| \| \| \| \| \| \| \| \| \| \| \| \| \| \| \| \| \| \| \| \| \| \| \| \| \| \| \| \| \| \| \| \| \| \| \| \| \| \| \| \| 11. Nữ đại công tước Maria Alexandrovna của Nga \| \| \| \| \| \| \| \| \| \| \| \| \| \| \| \| \| \| \| \| \| \| \| \| \| \| \| \| \| \| \| \| \| \| \| \| \| \| \| \| \| \| \| \| \| \| \| \| \| \| \| \| \| \| \| \| \| \| \| \| 1. Mihai I của Romania \| \| \| \| \| \| \| \| \| \| \| \| \| \| \| \| \| \| \| \| \| \| \| \| \| \| \| \| \| \| \| \| \| \| \| \| \| \| \| \| \| \| \| \| \| \| \| \| \| \| \| \| \| \| \| \| \| \| \| \| 12. Georgios I của Hy Lạp \| \| \| \| \| \| \| \| \| \| \| \| \| \| \| \| \| \| \| \| \| \| \| \| \| \| \| \| \| \| \| \| \| \| \| \| \| \| \| \| \| \| \| \| \| \| \| \| \| \| \| \| \| \| \| \| \| \| \| \| 6. Konstantinos I của Hy Lạp \| \| \| \| \| \| \| \| \| \| \| \| \| \| \| \| \| \| \| \| \| \| \| \| \| \| \| \| \| \| \| \| \| \| \| \| \| \| \| \| \| \| \| \| \| \| \| \| \| \| \| \| \| \| \| \| \| \| \| \| 13. Nữ đại công tước Olga Constantinovna của Nga \| \| \| \| \| \| \| \| \| \| \| \| \| \| \| \| \| \| \| \| \| \| \| \| \| \| \| \| \| \| \| \| \| \| \| \| \| \| \| \| \| \| \| \| \| \| \| \| \| \| \| \| \| \| \| \| \| \| \| \| 3. Vương nữ Helen của Hy Lạp và Đan Mạch \| \| \| \| \| \| \| \| \| \| \| \| \| \| \| \| \| \| \| \| \| \| \| \| \| \| \| \| \| \| \| \| \| \| \| \| \| \| \| \| \| \| \| \| \| \| \| \| \| \| \| \| \| \| \| \| \| \| \| \| 14. Friedrich III, Hoàng đế Đức \| \| \| \| \| \| \| \| \| \| \| \| \| \| \| \| \| \| \| \| \| \| \| \| \| \| \| \| \| \| \| \| \| \| \| \| \| \| \| \| \| \| \| \| \| \| \| \| \| \| \| \| \| \| \| \| \| \| \| \| 7. Vương nữ Sophie của Phổ \| \| \| \| \| \| \| \| \| \| \| \| \| \| \| \| \| \| \| \| \| \| \| \| \| \| \| \| \| \| \| \| \| \| \| \| \| \| \| \| \| \| \| \| \| \| \| \| \| \| \| \| \| \| \| \| \| \| \| \| 15. Victoria, Vương nữ Vương thất \| \| \| \| \| \| \| \| \| \| \| \| \| \| \| \| \| \| \| \| \| \| \| \| \| \| \| \| \| \| \| \| \| \| \| \| \| \| \| \| \| \| \| |                                                  |  |  |  |  |  |  |  |  |                                        |  |  |  |
| |                                                  |  |  |  |  |  |  |  |  | 8. Leopold, Thân vương xứ Hohenzollern |  |  |  |
| |                                                  |  |  |  |  |  |  |  |  |                                        |  |  |  |
| |                                                  |  |  |  |  |  |  |  |  |                                        |  |  |  |
| |                                                  |  |  |  |  |  |  |  |  |                                        |  |  |  |
| | 4. Ferdinand I của Romania                       |  |  |  |  |  |  |  |  |                                        |  |  |  |
| |                                                  |  |  |  |  |  |  |  |  |                                        |  |  |  |
| |                                                  |  |  |  |  |  |  |  |  |                                        |  |  |  |
| |                                                  |  |  |  |  |  |  |  |  |                                        |  |  |  |
| | 9. Antónia của Bồ Đào Nha                        |  |  |  |  |  |  |  |  |                                        |  |  |  |
| |                                                  |  |  |  |  |  |  |  |  |                                        |  |  |  |
| |                                                  |  |  |  |  |  |  |  |  |                                        |  |  |  |
| |                                                  |  |  |  |  |  |  |  |  |                                        |  |  |  |
| | 2. Carol II của Romania                          |  |  |  |  |  |  |  |  |                                        |  |  |  |
| |                                                  |  |  |  |  |  |  |  |  |                                        |  |  |  |
| |                                                  |  |  |  |  |  |  |  |  |                                        |  |  |  |
| |                                                  |  |  |  |  |  |  |  |  |                                        |  |  |  |
| | 10. Alfred xứ Sachsen‑Coburg và Gotha            |  |  |  |  |  |  |  |  |                                        |  |  |  |
| |                                                  |  |  |  |  |  |  |  |  |                                        |  |  |  |
| |                                                  |  |  |  |  |  |  |  |  |                                        |  |  |  |
| |                                                  |  |  |  |  |  |  |  |  |                                        |  |  |  |
| | 5. Công nữ Marie xứ Edinburgh                    |  |  |  |  |  |  |  |  |                                        |  |  |  |
| |                                                  |  |  |  |  |  |  |  |  |                                        |  |  |  |
| |                                                  |  |  |  |  |  |  |  |  |                                        |  |  |  |
| |                                                  |  |  |  |  |  |  |  |  |                                        |  |  |  |
| | 11. Nữ đại công tước Maria Alexandrovna của Nga  |  |  |  |  |  |  |  |  |                                        |  |  |  |
| |                                                  |  |  |  |  |  |  |  |  |                                        |  |  |  |
| |                                                  |  |  |  |  |  |  |  |  |                                        |  |  |  |
| |                                                  |  |  |  |  |  |  |  |  |                                        |  |  |  |
| | 1. Mihai I của Romania                           |  |  |  |  |  |  |  |  |                                        |  |  |  |
| |                                                  |  |  |  |  |  |  |  |  |                                        |  |  |  |
| |                                                  |  |  |  |  |  |  |  |  |                                        |  |  |  |
| |                                                  |  |  |  |  |  |  |  |  |                                        |  |  |  |
| | 12. Georgios I của Hy Lạp                        |  |  |  |  |  |  |  |  |                                        |  |  |  |
| |                                                  |  |  |  |  |  |  |  |  |                                        |  |  |  |
| |                                                  |  |  |  |  |  |  |  |  |                                        |  |  |  |
| |                                                  |  |  |  |  |  |  |  |  |                                        |  |  |  |
| | 6. Konstantinos I của Hy Lạp                     |  |  |  |  |  |  |  |  |                                        |  |  |  |
| |                                                  |  |  |  |  |  |  |  |  |                                        |  |  |  |
| |                                                  |  |  |  |  |  |  |  |  |                                        |  |  |  |
| |                                                  |  |  |  |  |  |  |  |  |                                        |  |  |  |
| | 13. Nữ đại công tước Olga Constantinovna của Nga |  |  |  |  |  |  |  |  |                                        |  |  |  |
| |                                                  |  |  |  |  |  |  |  |  |                                        |  |  |  |
| |                                                  |  |  |  |  |  |  |  |  |                                        |  |  |  |
| |                                                  |  |  |  |  |  |  |  |  |                                        |  |  |  |
| | 3. Vương nữ Helen của Hy Lạp và Đan Mạch         |  |  |  |  |  |  |  |  |                                        |  |  |  |
| |                                                  |  |  |  |  |  |  |  |  |                                        |  |  |  |
| |                                                  |  |  |  |  |  |  |  |  |                                        |  |  |  |
| |                                                  |  |  |  |  |  |  |  |  |                                        |  |  |  |
| | 14. Friedrich III, Hoàng đế Đức                  |  |  |  |  |  |  |  |  |                                        |  |  |  |
| |                                                  |  |  |  |  |  |  |  |  |                                        |  |  |  |
| |                                                  |  |  |  |  |  |  |  |  |                                        |  |  |  |
| |                                                  |  |  |  |  |  |  |  |  |                                        |  |  |  |
| | 7. Vương nữ Sophie của Phổ                       |  |  |  |  |  |  |  |  |                                        |  |  |  |
| |                                                  |  |  |  |  |  |  |  |  |                                        |  |  |  |
| |                                                  |  |  |  |  |  |  |  |  |                                        |  |  |  |
| |                                                  |  |  |  |  |  |  |  |  |                                        |  |  |  |
| | 15. Victoria, Vương nữ Vương thất                |  |  |  |  |  |  |  |  |                                        |  |  |  |
| |                                                  |  |  |  |  |  |  |  |  |                                        |  |  |  |
| |                                                  |  |  |  |  |  |  |  |  |                                        |  |  |  |